# Alianza franco-otomana

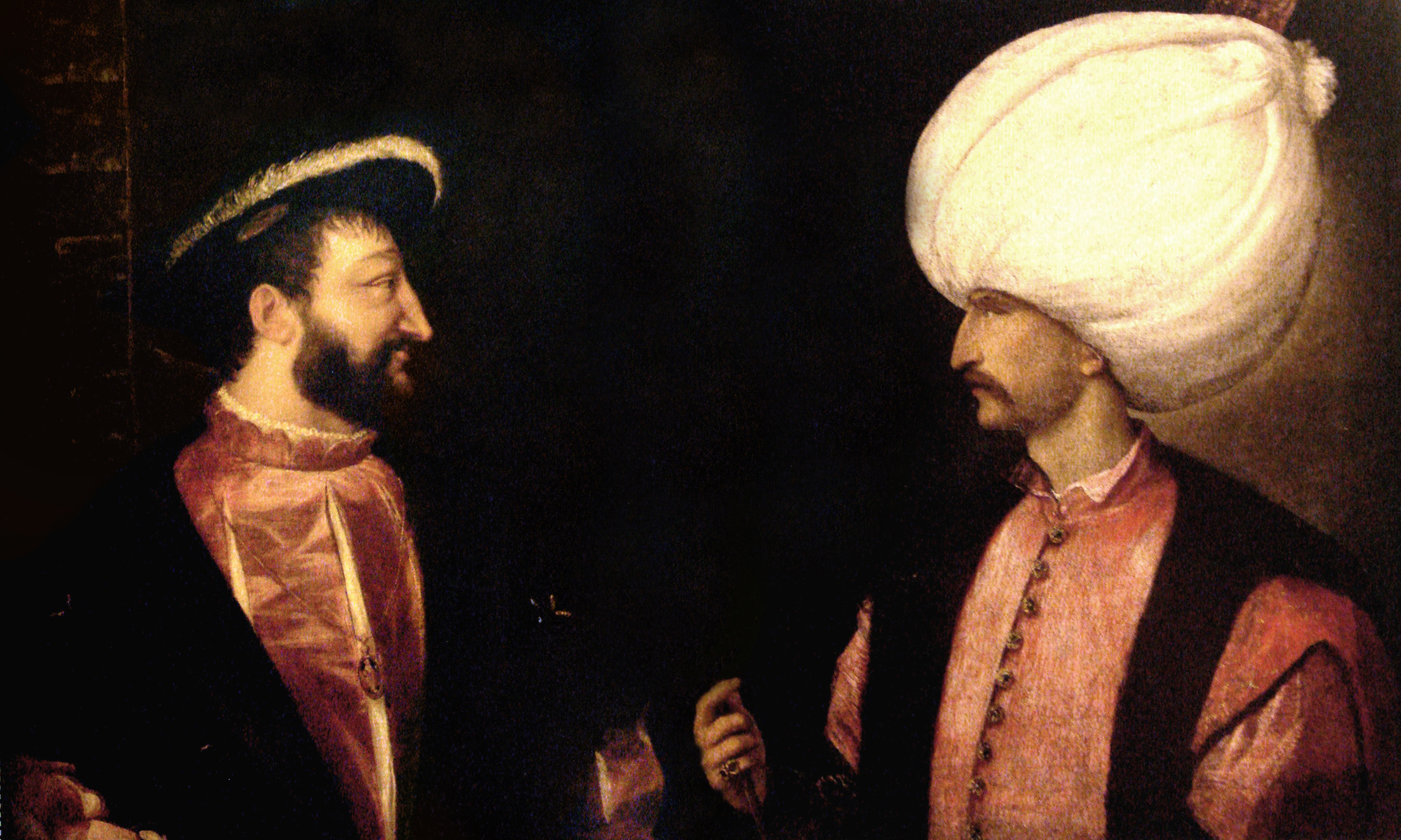
Francisco I (izquierda) y Suleiman I (derecha) iniciaron la alianza franco-otomana. Nunca se conocieron en persona; este es un compuesto de dos pinturas separadas de Tiziano, alrededor de 1530.

La alianza franco-otomana, también conocida como alianza franco-turca, fue una alianza establecida en 1536 entre el rey del Francia Francisco I y el sultán del Imperio otomano Solimán I el Magnífico. La alianza estratégica, y a veces táctica, fue una de las más importantes alianzas exteriores de Francia, fue particularmente influyente durante las Guerras de Italia y alcanzó su punto álgido con la invasión de Córcega alrededor de 1553, durante el reinado Enrique II de Francia.
La alianza fue excepcional, ya que fue la primera alianza no ideológica entre un estado cristiano y un estado musulmán, causando un escándalo en el mundo cristiano. Carl Jacob Burckhardt (1947) la llamó «la unión sacrílega del lirio y la luna». Duró intermitentemente durante más de dos siglos y medio, hasta la Campaña napoleónica en el Egipto otomano, en 1798-1801.

## Antecedentes

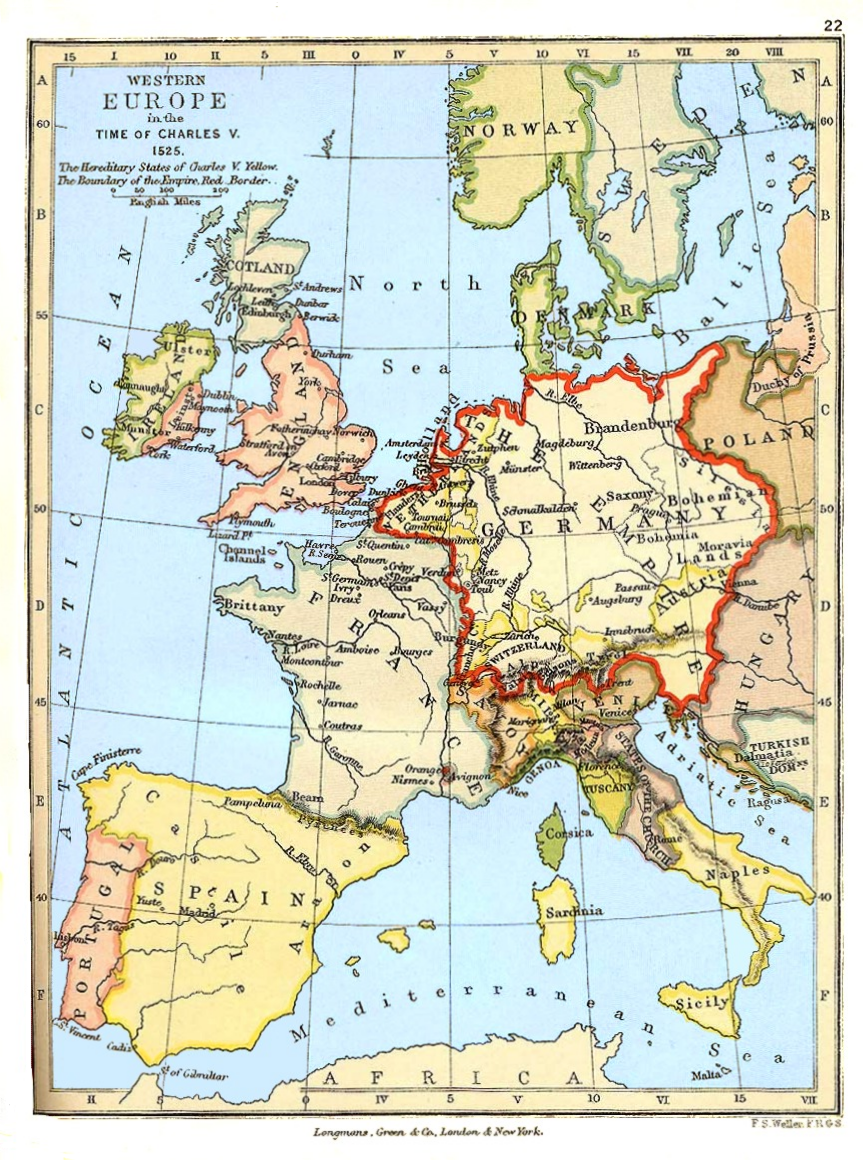
Europa en 1525, tras la batalla de Pavía. Los territorios en amarillo están gobernados por Carlos; límite rojo, Sacro Imperio, sobre el que Carlos tenía un control parcial. Francia era presionada en Occidente, mientras el Imperio otomano se expandía en el lado oriental del Sacro Imperio.

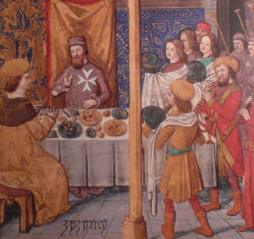
El príncipe otomano Cem con Pierre d'Aubusson en Bourganeuf (1483-1489).

Tras la conquista turca de Constantinopla en 1453 por parte de Mehmet II y la unificación de franjas de Oriente Medio bajo el mandato de Selim I, Solimán, hijo de Selim, consiguió extender el dominio otomano a la Serbia en 1522. El Imperio de los Habsburgo entró así en conflicto directo con los otomanos.
Parece que se produjeron algunos contactos tempranos entre los otomanos y los franceses. Philippe de Commines informa de que Bayezid II envió una embajada a Luis XI en 1483, mientras que Cem, su hermano y pretendiente rival al trono otomano, estaba detenido en Francia en Bourganeuf por Pierre d'Aubusson. Luis XI se negó a ver a los enviados, pero el enviado ofreció una gran cantidad de dinero y reliquias cristianas para que Cem pudiera permanecer detenido en Francia. Cem fue transferido a la custodia del Papa Inocencio VIII en 1489.
Francia había firmado un primer tratado o Capitulaciones con el Sultanato mameluco de Egipto en 1500, durante los reinados de Luis XII y el sultán Bayezid II, en el que el sultán de Egipto había hecho concesiones a los franceses y que luego serían ampliadas por Solimán.
Francia ya había buscado aliados en Europa Central. El embajador de Francia Antonio Rincón fue empleado por Francisco I en varias misiones al Reino de Polonia y al Reino de Hungría entre 1522 y 1525. En ese momento, tras la batalla de Bicoca de 1522, Francisco I intentaba aliarse con el rey Segismundo I el Viejo de Polonia. Finalmente, en 1524, se firmó una alianza franco-polaca entre Francisco I y el rey de Polonia Sigismundo I.
Una intensificación trascendental de la búsqueda de aliados en Europa Central se produjo cuando el gobernante francés Francisco I fue derrotado en la batalla de Pavía el 24 de febrero de 1525, por las tropas del emperador Carlos V, emperador del Sacro Imperio Romano Germánico. Tras varios meses en prisión, Francisco I se vio obligado a firmar el humillante Tratado de Madrid, por el que tuvo que renunciar al Ducado de Borgoña y al Charolais en favor del Imperio, renunciar a sus ambiciones italianas y devolver sus pertenencias y honores al traidor Constable de Borbón. Esta situación obligó a Francisco I a buscar un aliado contra el poderoso emperador de los Habsburgo, en la persona de Solimán el Magnífico.

## Alianza de Francisco I y Solimán

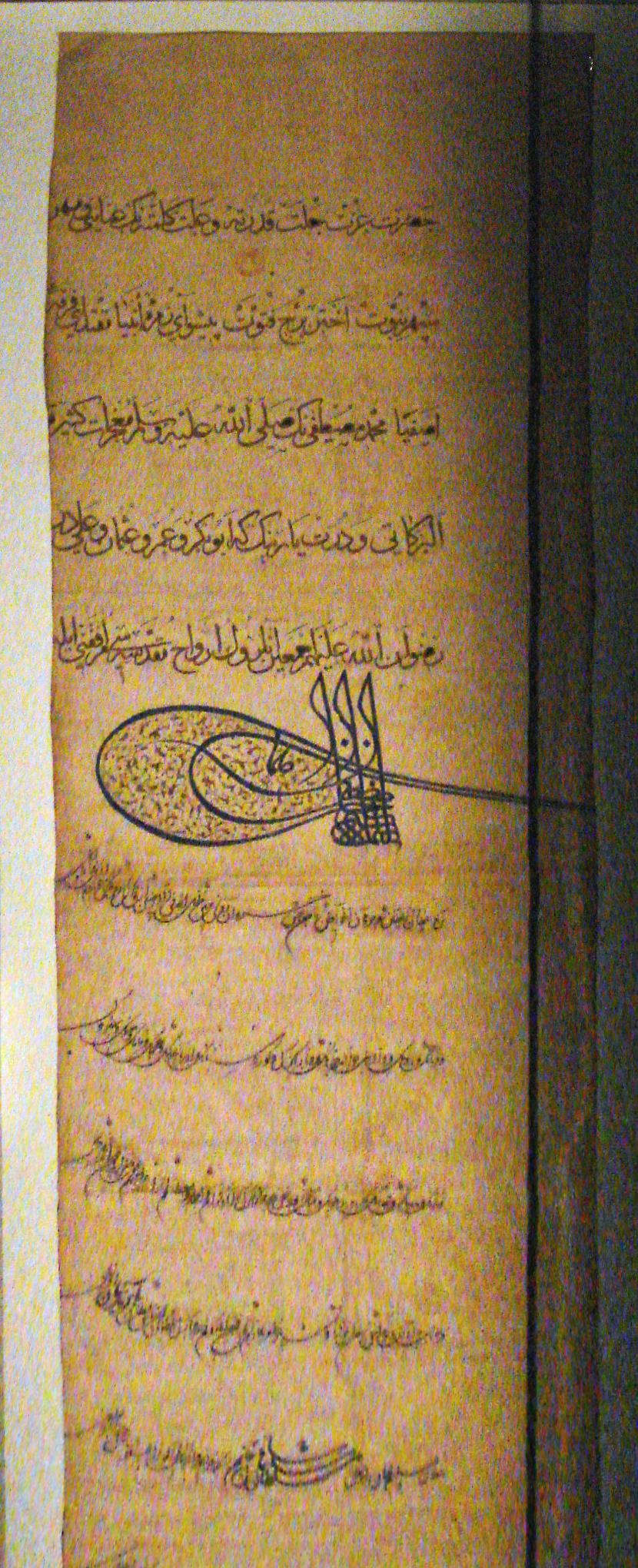
Primera carta de Solimán a Francisco I en febrero de 1526.

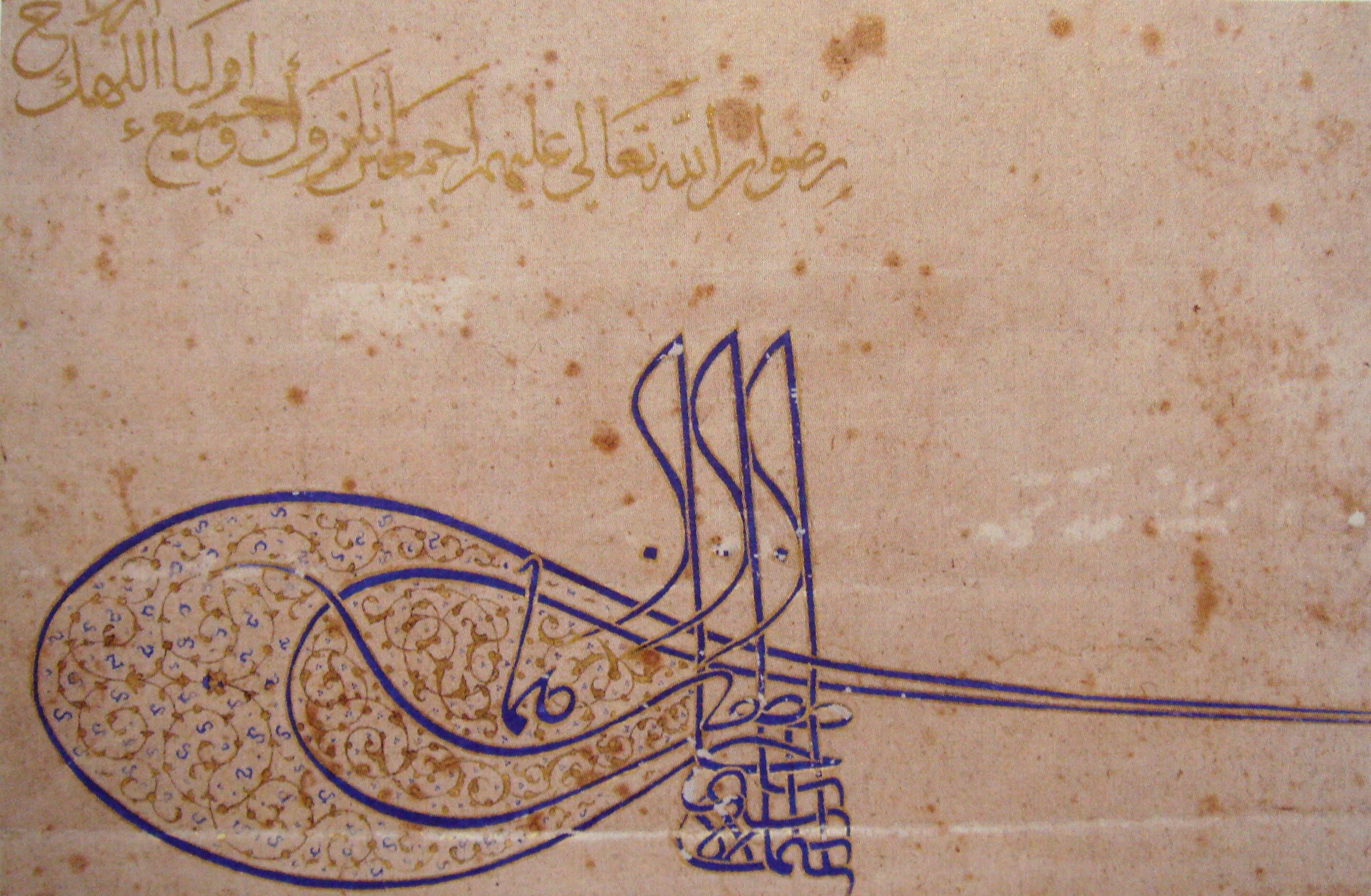
Carta de Solimán el Magnífico a Francisco I de Francia sobre la protección de los cristianos en sus estados; septiembre de 1528. Archivos Nacionales, París.

La alianza fue una oportunidad para que ambos gobernantes lucharan contra la hegemonía de la Casa de Habsburgo. El objetivo de Francisco I era encontrar un aliado contra los Habsburgo, aunque la política de cortejar a una potencia musulmana era a la inversa de la de sus predecesores. El pretexto utilizado por Francisco I fue la protección de los cristianos en tierras otomanas, a través de unos acuerdos llamados Capitulaciones del Imperio Otomano.
El rey Francisco estaba encarcelado en Madrid cuando se hicieron los primeros esfuerzos para establecer una alianza. Una primera misión francesa a Solimán parece haber sido enviada justo después de la batalla de Pavía por la madre de Francisco I, Luisa de Saboya, pero la misión se perdió en su camino en Bosnia. En diciembre de 1525 se envió una segunda misión, dirigida por Juan Frangipani, que consiguió llegar a Constantinopla, la capital otomana, con cartas secretas en las que se pedía la liberación del rey Francisco I y un ataque a los Habsburgo. Frangipani volvió con una respuesta de Solimán, el 6 de febrero de 1526:

Yo, que soy el sultán de los sultanes, el soberano de los soberanos, el dispensador de coronas a los monarcas sobre la faz de la tierra, la sombra del Dios en la Tierra, el sultán y señor soberano del Mar Mediterráneo y del mar Negro, de Rumelia y de Anatolia, de Karamania de la tierra de los romanos, de Dhulkadria, de Diyarbakir, del Kurdistán, de Azerbaiyán, de Persia, de Damasco, de Alepo, de El Cairo, de La Meca, de Medina, de Jerusalén, de toda Arabia, de Yemen y de muchas otras tierras que mis nobles antepasados y mis gloriosos ancestros (¡que Dios ilumine sus tumbas!) conquistaron con la fuerza de sus armas y que mi Augusta Majestad ha sometido a mi flamante espada y a mi hoja victoriosa, yo, el Sultán Solimán Khan, hijo del Sultán Selim Khan, hijo del Sultán Bayezid Khan: A ti que eres Francesco, rey de la provincia de Francia... Has enviado a mi Porte, refugio de soberanos, una carta de la mano de tu fiel servidor Frangipani, y además le has confiado diversas comunicaciones verbales. Me has informado de que el enemigo ha invadido tu país y que actualmente estás preso y cautivo, y has pedido ayuda y socorro para tu liberación. Todo esto que dices ha sido expuesto a los pies de mi trono, que controla el mundo. Tu situación ha obtenido mi comprensión imperial en todos los detalles, y he considerado todo ello. No hay nada sorprendente en que los emperadores sean derrotados y hechos cautivos. Tened, pues, valor y no os desaniméis. Nuestros gloriosos predecesores y nuestros ilustres antepasados (¡que Dios ilumine sus tumbas!) nunca han dejado de hacer la guerra para rechazar al enemigo y conquistar sus tierras. Nosotros mismos hemos seguido sus pasos, y hemos conquistado en todo momento provincias y ciudadelas de gran fuerza y difíciles de abordar. Noche y día nuestro caballo está ensillado y nuestro sable ceñido. ¡Que el Dios de lo Alto promueva la justicia! ¡Que se cumpla lo que Él quiera! Por lo demás, interroga a tu embajador e infórmate. Sabed que será como se ha dicho.
Respuesta de Solimán el Magnífico a Francisco I de Francia, febrero de 1526.

La petición del rey francés se correspondía muy bien con las ambiciones de Solimán en Europa, y le dio un incentivo para atacar el Reino de Hungría en 1526, lo que llevó a la batalla de Mohács. Los otomanos también se sentían muy atraídos por el prestigio de estar en alianza con un país como Francia, que les daría mayor legitimidad en sus dominios europeos.
Mientras tanto, Carlos V maniobraba para formar una alianza Habsburgo-Persia con la Persia, para que el Imperio otomano fuera atacado en su retaguardia. Se enviaron enviados al sha Tahmasp I en 1525, y de nuevo en 1529, abogando por un ataque al Imperio otomano.
Con la Guerra de la Liga de Cognac (1526-1530), Francisco I siguió buscando aliados en Europa Central y formó una alianza franco-húngara en 1528 con el húngaro rey Juan I de Zápolya, que a su vez acababa de convertirse en vasallo del Imperio otomano ese mismo año. También en 1528, Francisco utilizó el pretexto de la protección de los cristianos en el Imperio otomano para volver a entrar en contacto con Solimán, solicitando la devolución de una mezquita a una iglesia cristiana. En su carta de 1528 a Francisco I, Solimán se negó cortésmente, pero garantizó la protección de los cristianos en sus estados. También renovó los privilegios de los comerciantes franceses que se habían obtenido en 1517 en Egipto.
Francisco I perdió en sus campañas europeas, y tuvo que firmar la Paz de Cambrai en agosto de 1529. Incluso se vio obligado a suministrar algunas galeras a Carlos V en su lucha contra los otomanos. Sin embargo, los otomanos continuarían con sus campañas en Europa Central, y asediarían la capital de los Habsburgo en el sitio de Viena en 1529, y de nuevo en 1532.

### Intercambio de embajadas

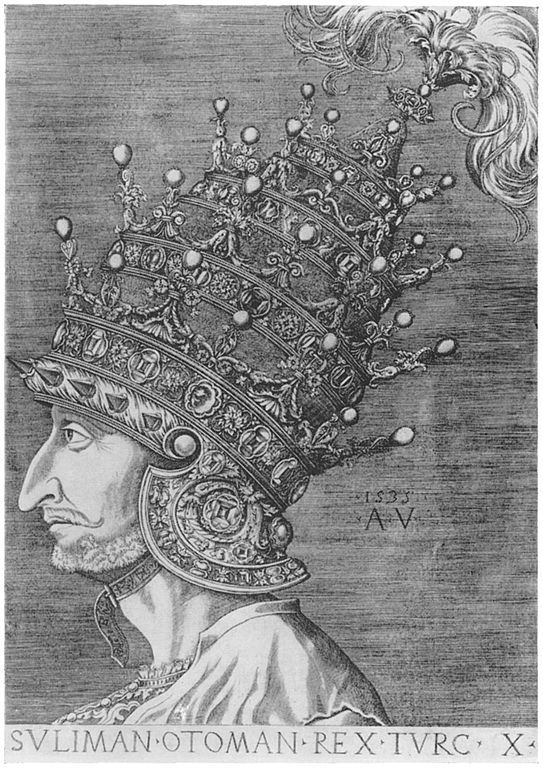
En 1532, el embajador francés Antonio Rincón regaló a Solimán esta magnífica tiara o casco, fabricada en Venecia por 115000 ducados

A principios de julio de 1532, a Solimán se le unió el embajador francés Antonio Rincón en Belgrado. Antonio Rincón regaló a Solimán el una magnífica tiara de cuatro hileras, hecha en Venecia por 115 000 ducados. Rincón también describió el campamento otomano:

Asombroso orden, ninguna violencia. Los comerciantes, incluso las mujeres, van y vienen en perfecta seguridad, como en una ciudad europea. La vida es tan segura, tan amplia y fácil como en Venecia. La justicia tan justamente administrada que uno está tentado de creer que los turcos se han convertido en cristianos, y que los cristianos se han convertido en turcos.
Antonio Rincón, 1532.

El embajador francés ante Inglaterra Jean de Dinteville en Los embajadores, obra de Hans Holbein el Joven, 1533, incluyendo un ejemplo de Alfombras orientales en la pintura renacentista

Francisco I explicó al embajador de la república de Venecia en marzo de 1531 su estrategia respecto a los turcos:

No puedo negar que deseo ver al turco todopoderoso y preparado para la guerra, no por él mismo —pues es un infiel y todos somos cristianos—, sino para debilitar el poder del emperador, para obligarle a hacer grandes gastos y para tranquilizar a todos los demás gobiernos que se oponen a tan formidable enemigo.
Francisco I al embajador veneciano.

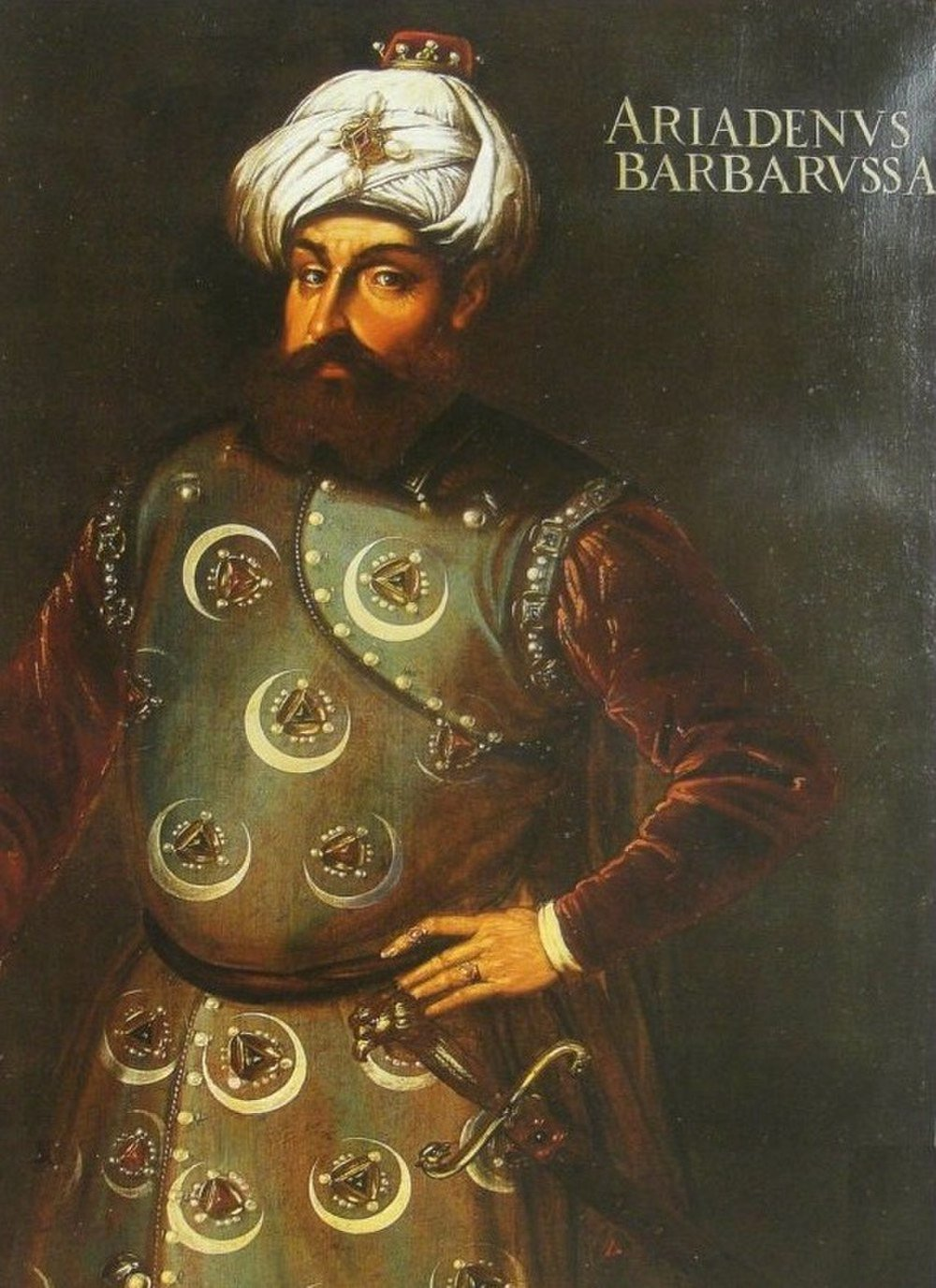
El almirante otomano Barbarroja luchó en alianza con Francia.

Se enviaron embajadas otomanas a Francia, con la embajada otomana a Francia (1533) dirigida por Jeireddín Barbarroja, y la embajada otomana a Francia (1534) dirigida por representantes de Solimán.

#### Operaciones combinadas (1534-1535)
Solimán ordenó a Barbarroja que pusiera su flota a disposición de Francisco I para atacar la república de Génova y el ducado de Milán. En julio de 1533 Francisco recibió a los representantes otomanos en Le Puy, y enviaría a cambio a Antonio Rincón ante Barbarroja en África del Norte y luego a Asia Menor. Solimán explicó que «no podía abandonar al rey de Francia, que era su hermano». La alianza franco-otomana estaba entonces efectivamente hecha.
En 1534 una flota turca navegó contra el Imperio de los Habsburgo a petición de Francisco I, asaltando la costa italiana y reuniéndose finalmente con representantes de Francisco en el sur de Francia. La flota pasó a capturar Túnez el 16 de agosto de 1534 —conquista de Túnez (1534)— y continuó asaltando la costa italiana con el apoyo de Francisco I. Sin embargo, en un contraataque, Carlos V los desalojó en la Conquista de Túnez (1535).

#### Embajada permanente de Jean de La Forêt (1535-1537)

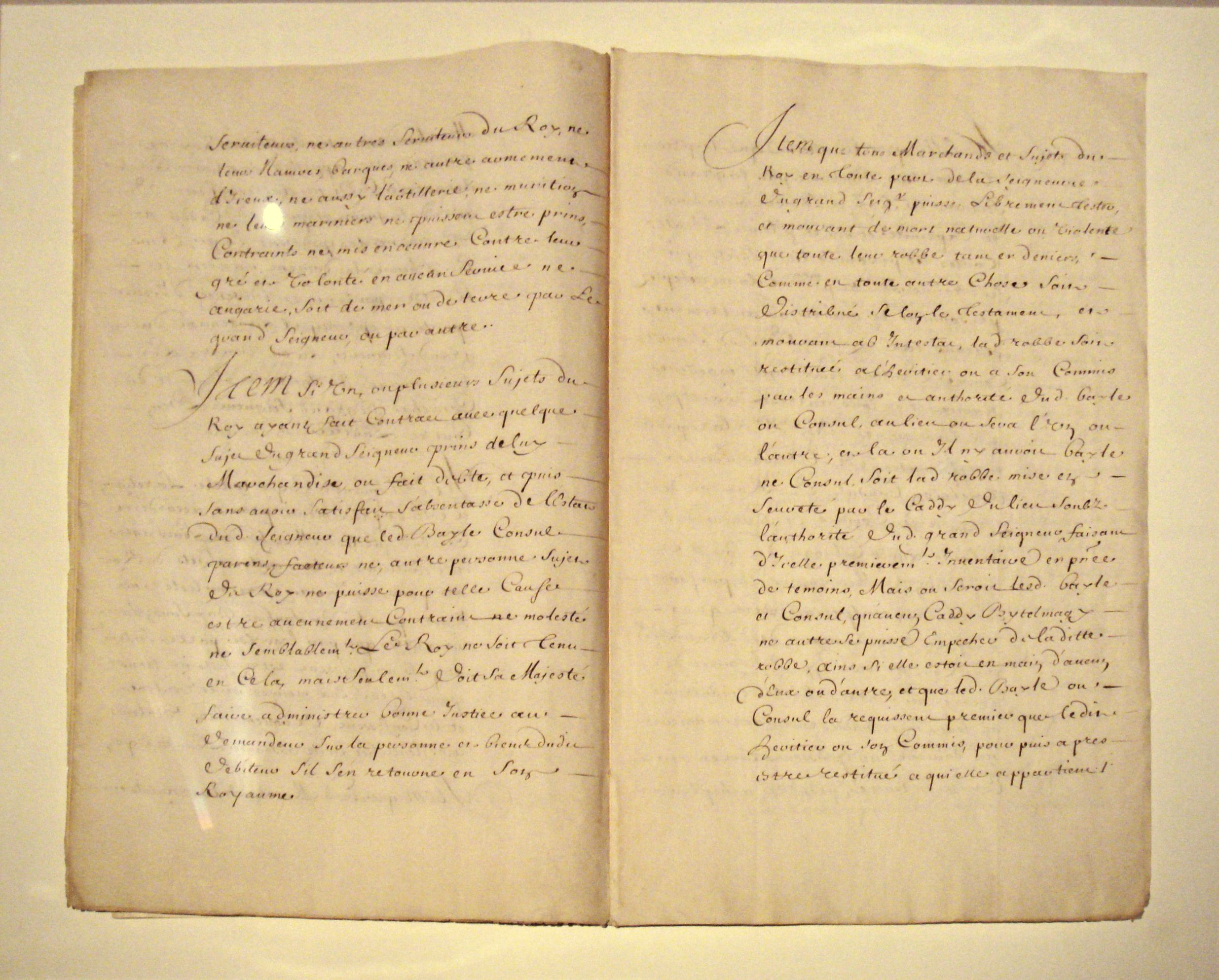
Borrador del Tratado de 1536 negociado entre Jean de La Forêt e Ibrahim Pasha, pocos días antes de su asesinato, ampliando a todo el Imperio otomano los privilegios recibidos en Egipto de los mamelucos antes de 1518.

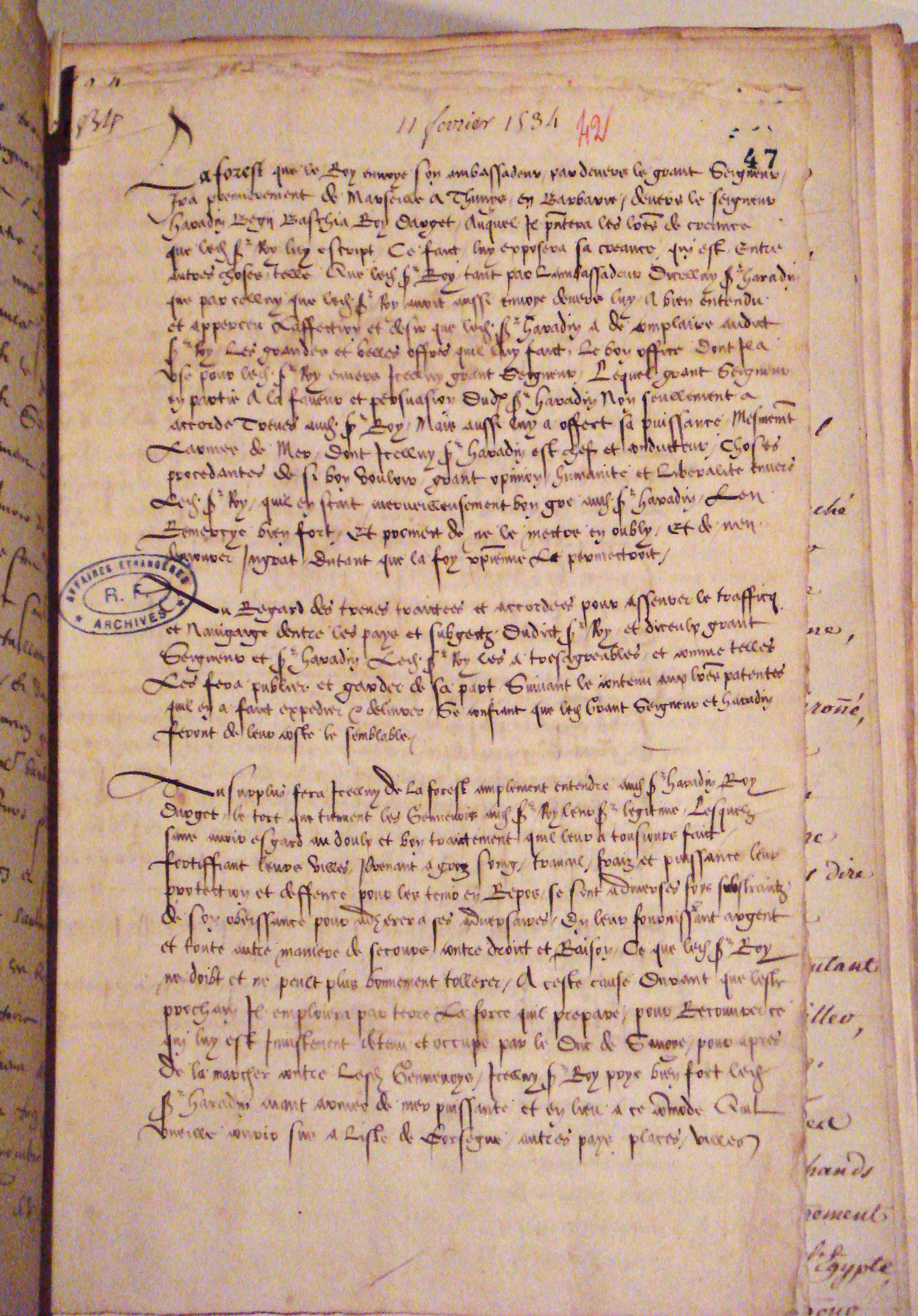
Instrucciones militares a Jean de La Forêt, del canciller Antoine Duprat (copia), 11 de febrero de 1535.

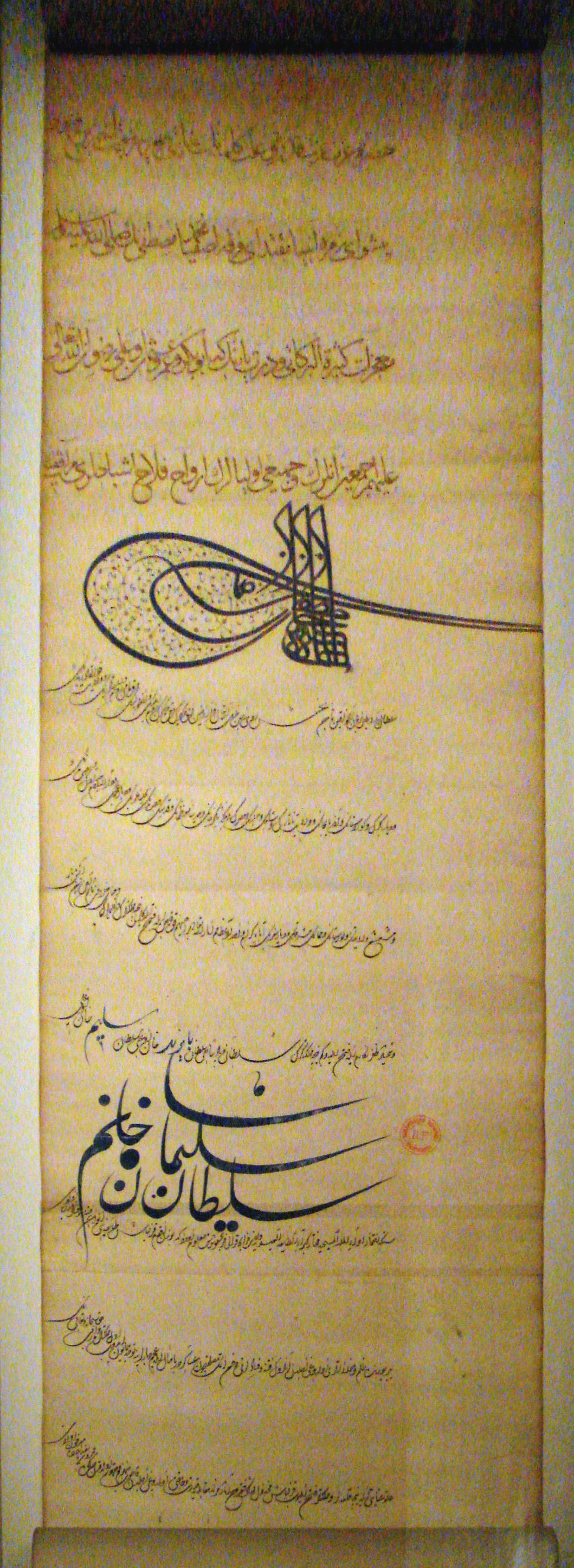
Carta de Solimán a Francisco I en 1536, informándole de la exitosa campaña de Irak y reconociendo la embajada francesa permanente de Jean de La Forêt en la corte otomana.

##### Acuerdos comerciales y religiosos
A partir de 1528 y 1536 se firmaron tratados o capitulaciones entre ambos países. La derrota en la Conquista de Túnez (1535) a manos de Andrea Doria motivó al Imperio otomano a establecer una alianza formal con Francia. El embajador Jean de La Forêt fue enviado a Estambul, y por primera vez pudo convertirse en embajador permanente en la corte otomana y negociar tratados.
Jean de La Forêt negoció la capitulaciones el 18 de febrero de 1536, siguiendo el modelo de los anteriores tratados comerciales otomanos con la república de Venecia y la república de Génova, aunque parece que sólo fueron ratificadas por los otomanos más tarde, en 1569, con el embajador Claude Du Bourg. Esas capitulaciones permitían a los franceses obtener importantes privilegios, como la seguridad de las personas y de los bienes, la extraterritorialidad, la libertad de transporte y la venta de mercancías a cambio del pago del selamlik y las tasas aduaneras. Esas capitulaciones darían en efecto a los franceses un casi monopolio comercial en las ciudades portuarias que serían conocidas como les Echelles du Levant. Los barcos extranjeros debían comerciar con Turquía bajo la bandera francesa, previo pago de un porcentaje de su comercio.
Se estableció una embajada francesa y una capilla cristiana en la ciudad de Galata, al otro lado del Cuerno de Oro de Constantinopla, y también se concedieron privilegios comerciales a los comerciantes franceses en el Imperio turco. Mediante las capitulaciones de 1535, los franceses recibieron el privilegio de comerciar libremente en todos los puertos otomanos. En 1536 se firmó una alianza formal. Los franceses eran libres de practicar su religión en el Imperio otomano, y los católicos franceses recibieron la custodia de los lugares sagrados. Las capitulaciones se renovaron de nuevo en 1604, y duraron hasta el establecimiento de la república de Turquía en 1923.

##### Acuerdos militares y financieros
Jean de La Forêt también tenía instrucciones militares secretas para organizar una ofensiva combinada sobre Italia en 1535. A través de las negociaciones de La Forêt con el visir Ibrahim Pasha se acordó la realización de operaciones militares combinadas contra Italia, en las que Francia atacaría la Lombardía mientras que el Imperio otomano lo haría desde Nápoles. El Imperio otomano también proporcionó un considerable apoyo financiero a Francisco I. En 1533, Solimán envió a Francisco I 100 000 piezas de oro, para que pudiera formar una coalición con Inglaterra y los estados alemanes contra Carlos V. En 1535, Francisco pidió otro millón de ducados. Las instrucciones militares de Jean de la Forêt eran muy específicas:

Jean de la Forest, a quien el Rey envía a reunirse con el Gran Signor Solimán el Magnífico, irá primero de Marsella a Túnez, en Berbería, para entrevistarse con sir Haradin, rey de Argel, que le dirigirá al Gran Signor. A este objetivo, el próximo verano, él [el rey de Francia] con enviar la fuerza militar que está preparando para recuperar lo que ocupó injustamente el Duque de Saboya, y desde allí, atacar a la Genoese. Este rey Francisco I ruega encarecidamente al señor Haradin, que dispone de una poderosa fuerza naval así como de una ubicación conveniente [Túnez], que ataque la isla de Córcega y otras tierras, localidades, ciudades, barcos y súbditos de Génova, y que no se detenga hasta que hayan aceptado y reconocido al rey de Francia. El Rey, además de la fuerza terrestre mencionada, ayudará adicionalmente con su fuerza naval, que estará compuesta por al menos 50 naves, de las cuales 30 galeras, y el resto galeazas y otras embarcaciones, acompañadas de uno de los más grandes y hermosos carruajes que jamás hubo en el mar. Esta flota acompañará y escoltará a la armada de sir Haradin, que también será refrescada y abastecida de alimentos y municiones por el Rey, quien, con estas acciones, podrá conseguir sus objetivos, por lo que estará muy agradecido a sir Haradin...

Al Gran Signor, Monsieur de La Forêt debe pedirle 1 millón en oro, y que su ejército entre primero en Sicilia y Cerdeña y establezca allí un rey que La Forest nombrará, una persona que tenga crédito y conozca bien estas islas que conservará en la devoción de, y bajo la sombra y el apoyo del Rey [de Francia]. Además, reconocerá esta bendición, y enviará tributo y pensión al Gran Signor para recompensarle por el apoyo financiero que habrá proporcionado al Rey, así como por el apoyo de su armada que será totalmente asistida por el Rey [de Francia].
Instrucción militar de Francisco I a Jean de La Forêt, 1535.

Finalmente, Solimán intervino diplomáticamente a favor de Francisco en la escena europea. Se sabe que envió al menos una carta a los príncipes protestantes de Alemania para animarlos a aliarse con Francisco I contra Carlos V. Francisco I se alió efectivamente con la Liga de Esmalcalda contra Carlos V en 1535.

### Guerra de Italia de 1536-1538
La colaboración militar franco-otomana tuvo lugar durante la Guerra de Italia de 1536-1538 tras el Tratado de 1536 negociado por Jean de La Forêt.

#### Campaña de 1536

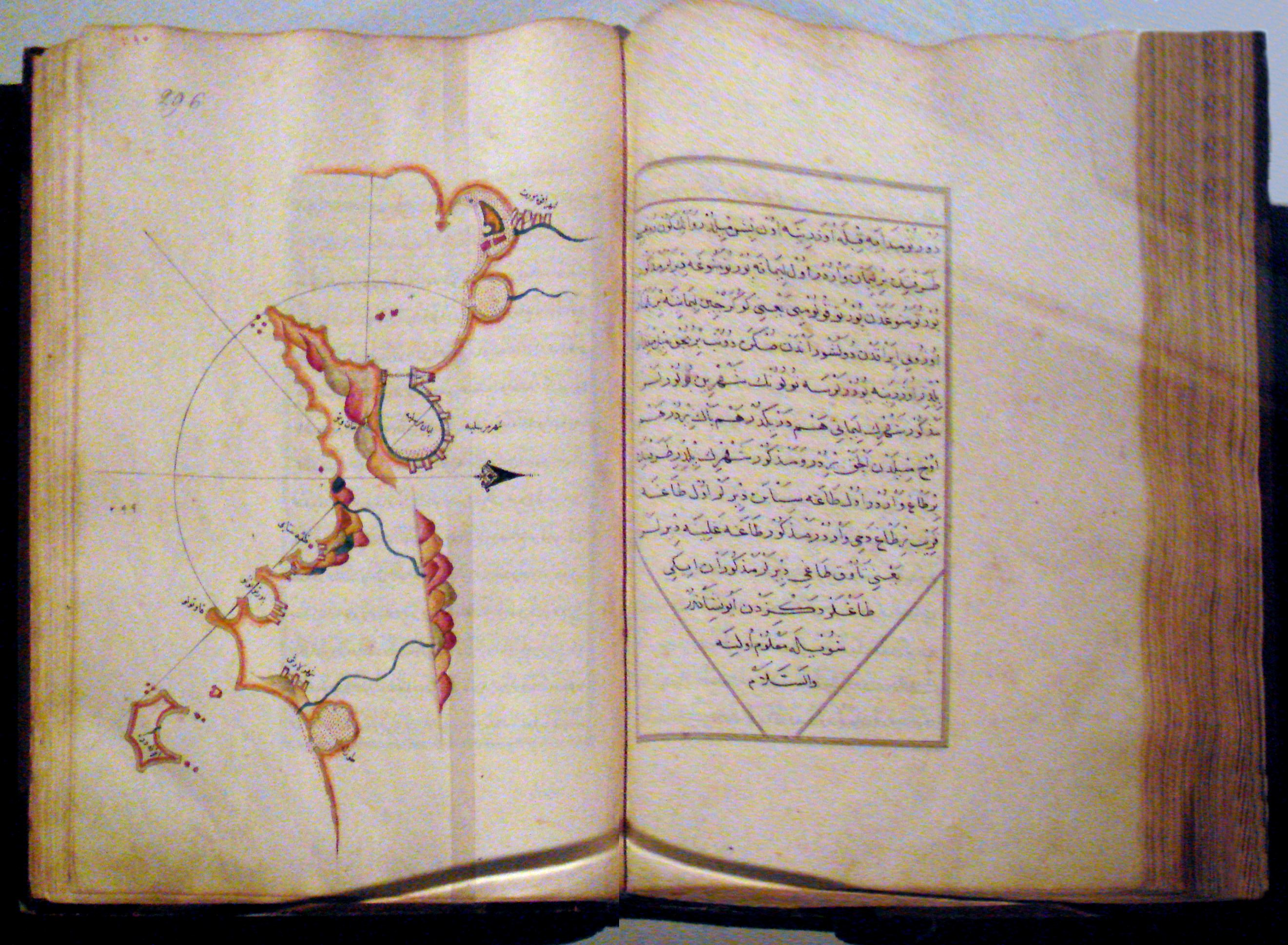
El puerto de Marsella por el almirante otomano Piri Reis 1526.

Francisco I invadió el ducado de Saboya en 1536, iniciando la guerra. Una flota franco-turca estaba estacionada en Marsella a finales de 1536, amenazando a la república de Génova. Mientras Francisco I atacaba Milán y Génova en abril de 1536, Barbarroja asaltaba las posesiones de los Habsburgo en el Mediterráneo.
En 1536 el almirante francés Barón de Saint-Blancard combinó sus doce galeras francesas con una pequeña flota otomana perteneciente a Barbarroja en Algiers (una galera otomana y 6 galeras), para atacar la isla de Ibiza en las islas Baleares. Tras fracasar en la captura de la torre de Salé, la flota asaltó la costa española desde Tortosa hasta Collioure, invernando finalmente en Marsella con 30 galeras desde el 15 de octubre de 1536 (la primera vez que una flota turca invernaba en Marsella).

#### Campaña conjunta de 1537

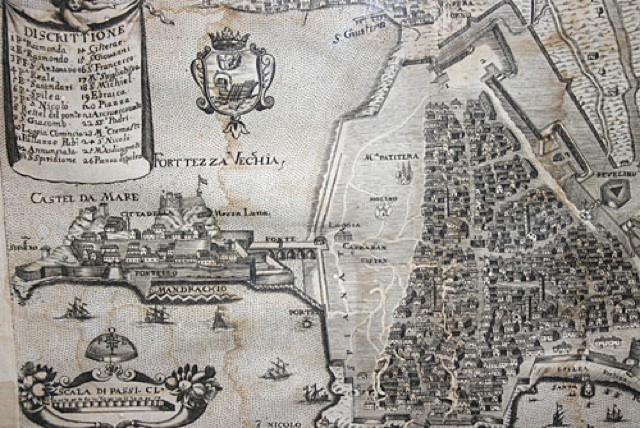
Las flotas francesa y otomana se unieron al sitio de Corfú (1537) a principios de septiembre.

Para 1537 se acordaron importantes operaciones combinadas, en las que los otomanos atacarían el sur de Italia y Nápoles bajo el mando de Barbaroja, y Francisco I atacaría el norte de Italia con 50 000 hombres. Solimán dirigió un ejército de 300 000 hombres desde Constantinopla hasta Albania, con el objetivo de transportarlos a Italia con la flota. La flota otomana se reunió en Avlona con 100 galeras, acompañada por el embajador francés Jean de La Forêt. Desembarcaron en Castro (Apulia) a finales de julio de 1537, y partieron dos semanas después con muchos prisioneros. Barbarroja había asolado la región alrededor de Otranto, llevando a unas 10 000 personas como esclavos. Francisco, sin embargo, no cumplió su compromiso, y en su lugar atacó los Países Bajos.

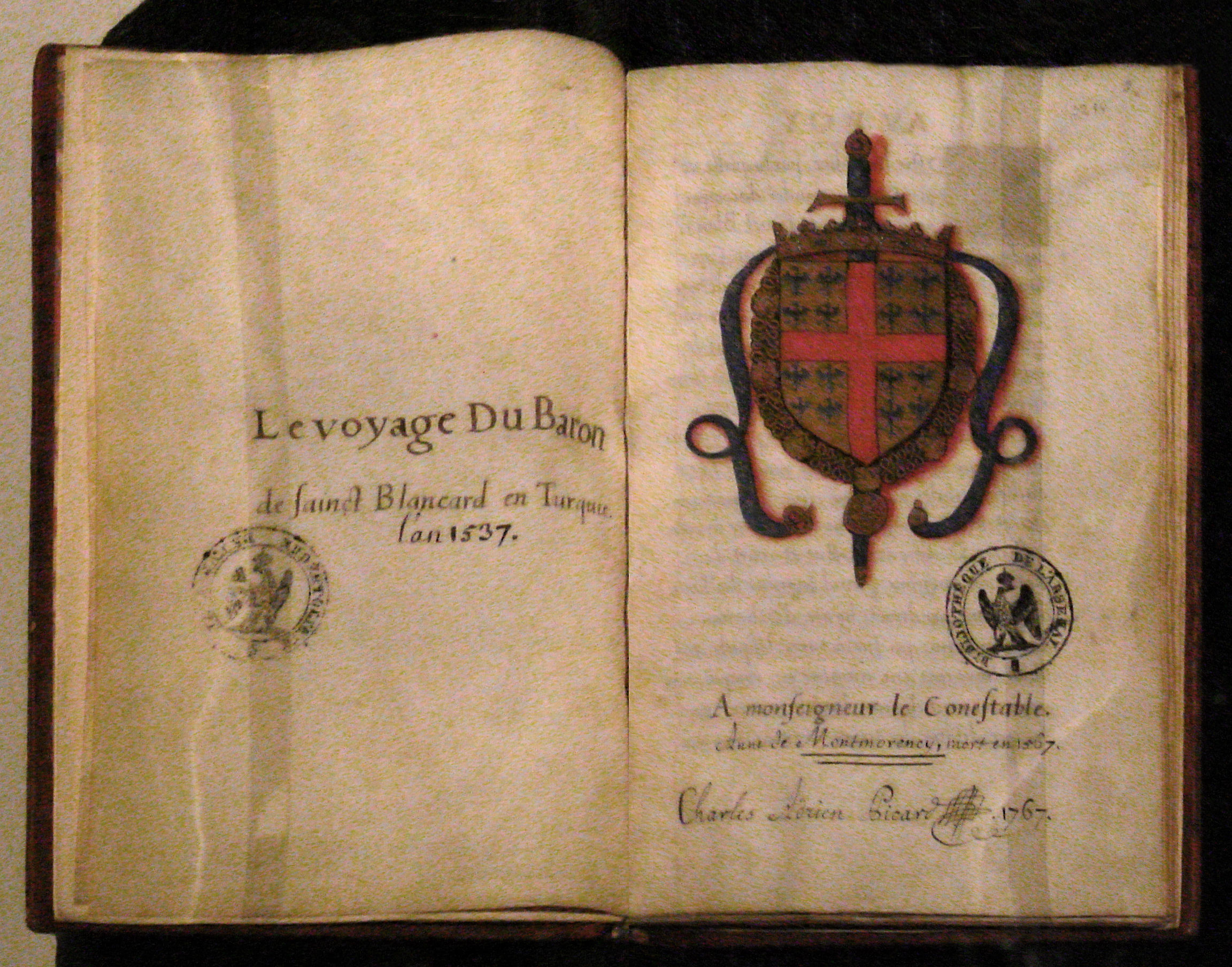
Le Voyage du Baron de Saint Blancard en Turquie, de Jean de la Vega, después de 1538.

Los otomanos se alejaron del sur de Italia y, en su lugar, montaron el asedio de Corfú en agosto de 1537. donde fueron recibidos por el almirante francés Barón de Saint-Blancard con 12 galeras a principios de septiembre de 1537. Saint-Blancard intentó en vano convencer a los otomanos de que volvieran a asaltar las costas de Apulia, Sicilia y la Marca de Ancona, y Solimán regresó con su flota a Constantinopla a mediados de septiembre sin haber capturado Corfú. El embajador francés Jean de La Forêt enfermó gravemente y murió por esas fechas. Francisco I penetró finalmente en Italia, y llegó a Rivoli el 31 de octubre de 1537.
Durante dos años, hasta 1538, Saint-Blancard acompañará a la flota de Barbarroja, y entre 1537-1538 Saint-Blancard invernará con sus galeras en Constantinopla y se reunirá con Solimán. Durante ese tiempo, Saint-Blancard fue financiado por Barbarroja. La campaña de Saint-Blancard con los otomanos fue escrita en Le Voyage du Baron de Saint Blancard en Turquie, por Jean de la Vega, que había acompañado a Saint-Blancard en su misión. Aunque los franceses acompañaron la mayor parte de las campañas de Barbarroja, a veces se abstuvieron de participar en los asaltos turcos, y sus relatos expresan el horror ante la violencia de esos encuentros, en los que los cristianos eran masacrados o tomados como cautivos.

#### Tregua franco-habsburguesa de Niza (1538)

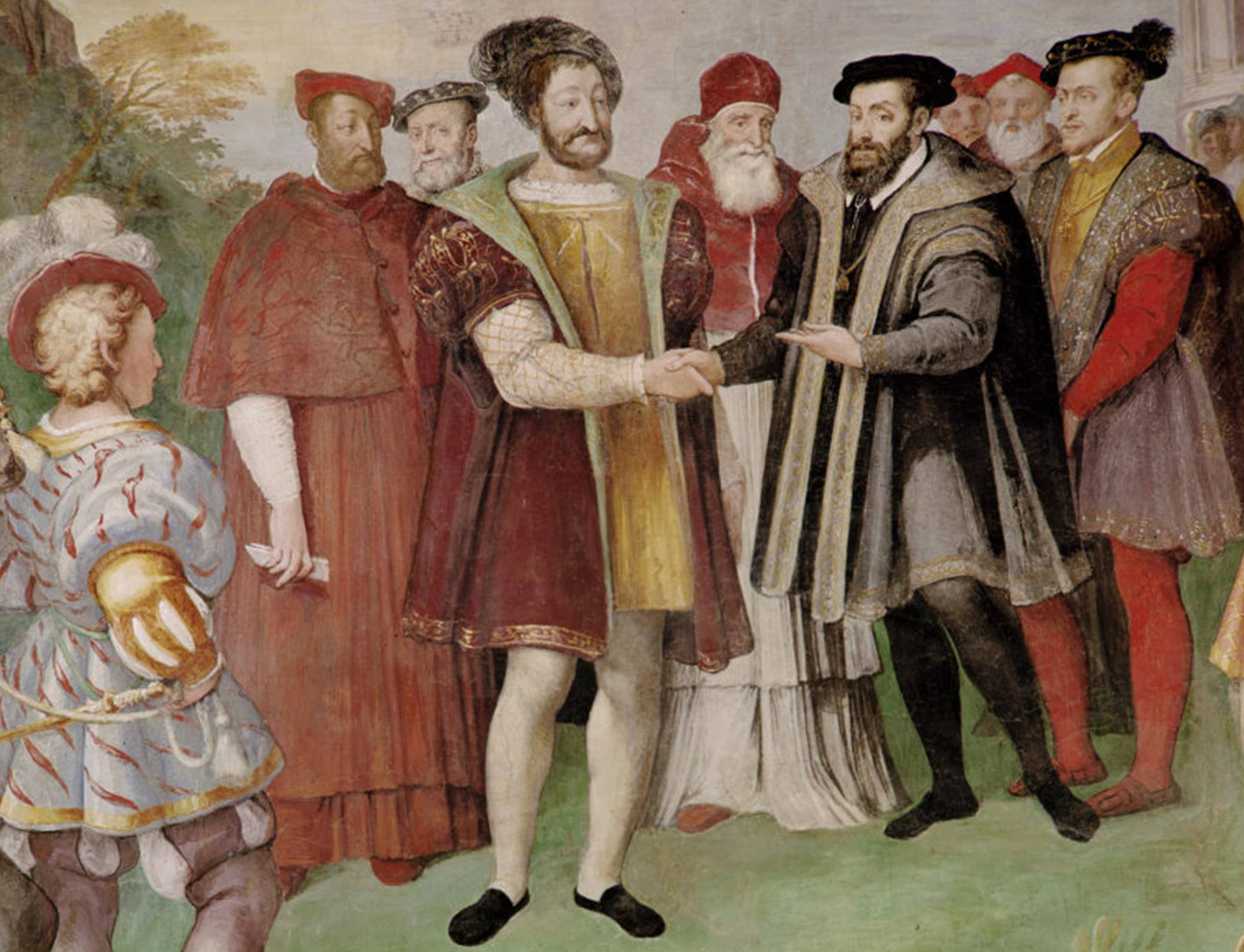
Francisco I y Carlos V hicieron las paces en la Tregua de Niza en 1538. Francisco de hecho se negó a reunirse con Carlos V en persona, y el tratado se firmó en salas separadas.

Con Carlos V, Emperador del Sacro Imperio Romano Germánico sin éxito en la batalla y apretado entre la invasión francesa y los otomanos, él y Francisco I finalmente hicieron la paz con la Tregua de Niza el 18 de junio de 1538. En la tregua, Carlos y Francisco llegaron a un acuerdo para aliarse contra los otomanos y expulsarlos de Hungría. Carlos V se volcó en la lucha contra los otomanos, pero no pudo lanzar grandes fuerzas en Hungría debido a un fuerte conflicto con los príncipes alemanes de la Liga de Esmalcalda. El 28 de septiembre de 1538 Barbarroja ganó la importante batalla de Preveza contra la flota imperial. Al final del conflicto, Solimán puso como condición para la paz con Carlos V que éste devolviera a Francisco I las tierras que eran suyas por derecho.
Sin embargo, la alianza franco-otomana quedó paralizada durante un tiempo, debido al cambio oficial de alianza de Francisco en Niza en 1538. El conflicto abierto entre Carlos y Francisco se reanudaría en 1542, así como la colaboración franco-otomana, con el asesinato, el 4 de julio de 1541, por parte de las tropas imperiales, del embajador de Francia en el Imperio otomano Antonio Rincón, cuando viajaba por Italia cerca de Pavía.

### Guerra de Italia de 1542-1546 y Campaña de Hungría de 1543
Durante la Guerra italiana de 1542-1546 Francisco I y Solimán I se enfrentaron de nuevo al emperador Carlos V, y Enrique VIII del Inglaterra. En el transcurso de la guerra se produjeron extensos combates en Italia, Francia y los Países Bajos, así como intentos de invasión de España e Inglaterra; pero, aunque el conflicto fue ruinosamente caro para los principales participantes, su resultado no fue concluyente. En el Mediterráneo, se produjo una activa colaboración naval entre las dos potencias para luchar contra las fuerzas españolas, a raíz de una petición de Francisco I, transmitida por Antoine Escalin des Aimars, también conocido como capitán Polin.

#### Coordinación fallida en la campaña de 1542

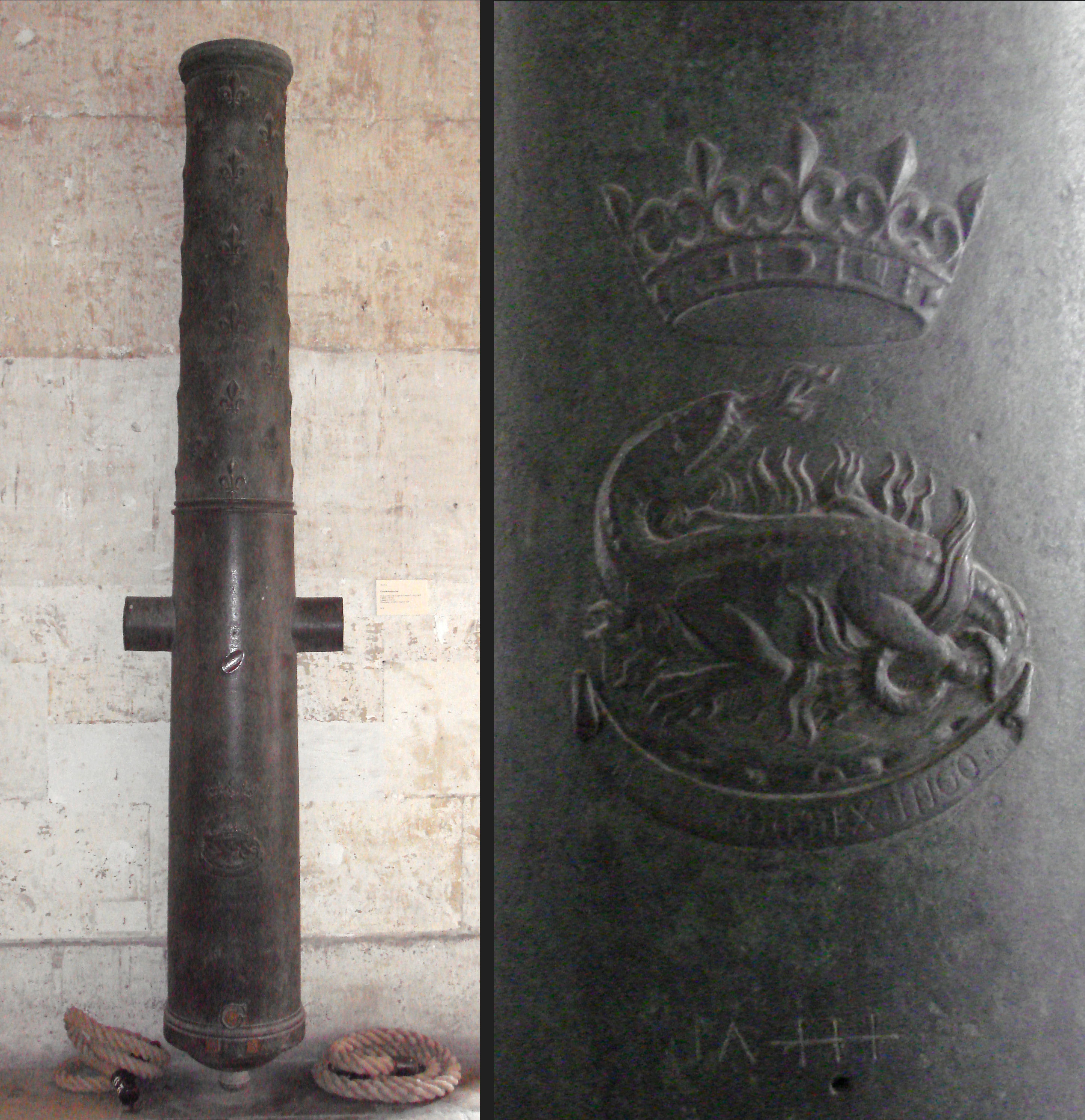
Gran culebrina de Francisco I, calibre: 140 mm, longitud: 307 cm, recuperada en el momento de la invasión de Argel en 1830. Musée de l'Armée, París.

A principios de 1542, Polin negoció con éxito los detalles de la alianza, en la que el Imperio otomano se comprometía a enviar 60 000 soldados contra los territorios del rey germano Fernando, así como 150 galeras contra Carlos V, mientras que Francia se comprometía a atacar el condado de Flandes, a hostigar las costas de España con una fuerza naval y a enviar 40 galeras para ayudar a los turcos en las operaciones en el Levante.
Se preparó un puerto de desembarco en el norte del mar Adriático para Barbarroja, en río Marano. El puerto fue tomado en nombre de Francia por Piero Strozzi el 2 de enero de 1542.
Polin salió de Constantinopla el 15 de febrero de 1542 con un contrato de Solimán en el que se detallaban los pormenores del compromiso otomano para 1542. Llegó a Blois el 8 de marzo de 1542 para obtener una ratificación del acuerdo por parte de Francisco I. En consecuencia, Francisco I designó la ciudad de Perpiñán como objetivo de la expedición otomana, para obtener una vía marítima hacia Génova. Polin, tras algunos retrasos en Venecia, consiguió finalmente llevar una galera a Constantinopla el 9 de mayo de 1542, pero llegó demasiado tarde para que los otomanos pudieran lanzar una campaña marítima.
Mientras tanto, Francisco I inició las hostilidades con Carlos V el 20 de julio de 1542, y cumplió con su parte del acuerdo sitiando Perpiñán y atacando Flandes. André de Montalembert fue enviado a Constantinopla para averiguar la ofensiva otomana, pero resultó que Solimán, en parte bajo la influencia antialiancista de Solimán pachá, no estaba dispuesto a enviar un ejército ese año, y prometió enviar un ejército el doble de fuerte al año siguiente, en 1543.
Cuando Francisco I se enteró por André de Montalembert de que los otomanos no venían, levantó el sitio de Perpiñán.

#### Sitio conjunto de Niza (1543)

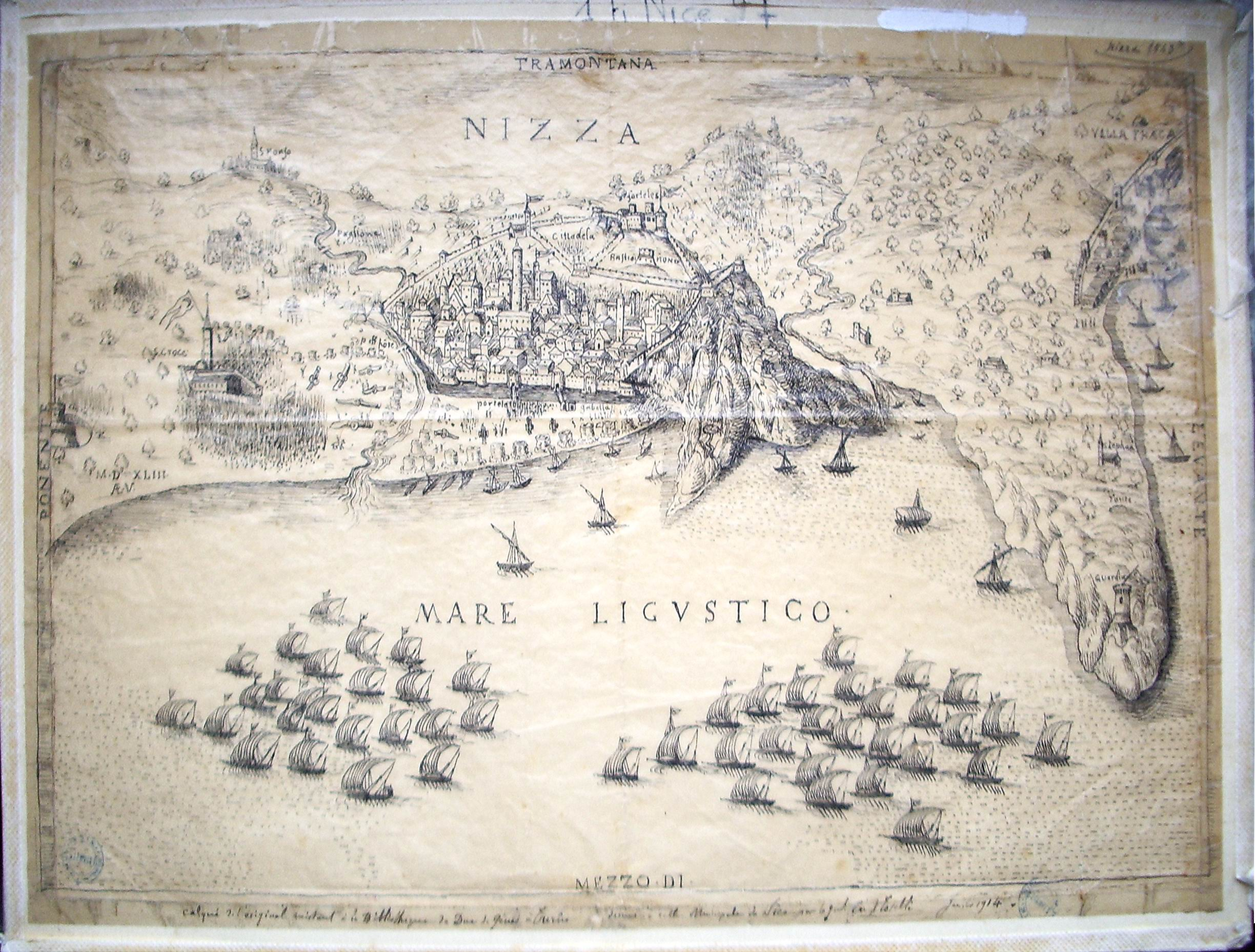
En el sitio de Niza en 1543, una fuerza combinada franco-turca logró capturar la ciudad.

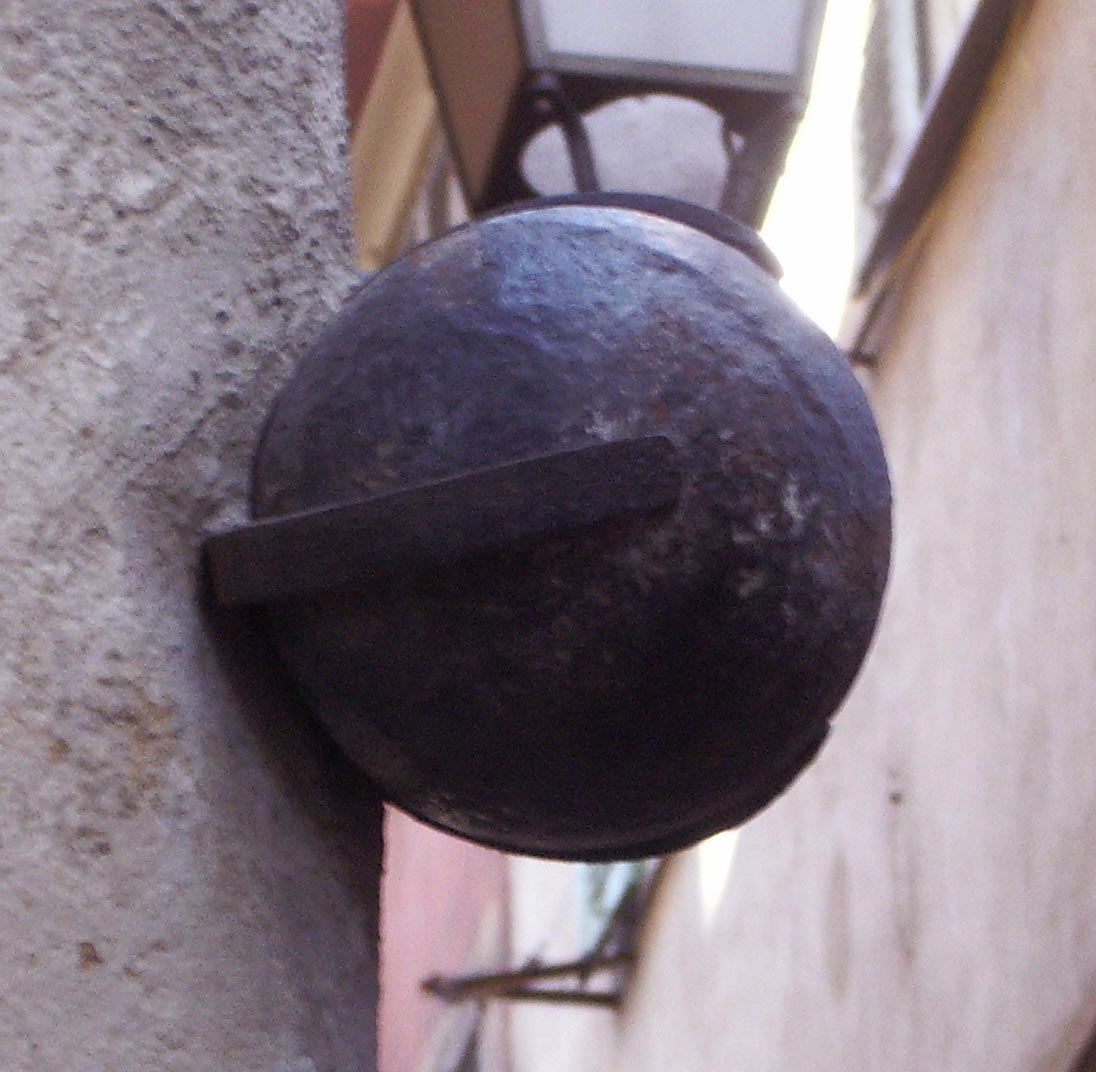
Una bala de cañón disparada por la flota franco-turca, ahora en una calle de Niza

En particular, las fuerzas francesas, dirigidas por Francisco de Borbón y las fuerzas otomanas, dirigidas por Barbarroja, se unieron en Marsella en agosto de 1543, y colaboraron para bombardear y poner sitio a Niza. En esa acción 110 galeras otomanas, que sumaban 30 000 hombres, se combinaron con 50 galeras francesas. Los franco-otomanos asediaron la ciudad de Niza, pero se encontraron con una dura resistencia que dio lugar a la historia de Catherine Ségurane. Tuvieron que levantar el asedio de la ciudadela ante la llegada de las tropas enemigas.

#### Invernada de Barbarroja en Tolón (1543-1544)
Tras el asedio de Niza, los otomanos recibieron la oferta de Francisco de invernar en Tolón, para poder seguir hostigando al Sacro Imperio Romano, y especialmente las costas de España y de Italia, así como las comunicaciones entre ambos países:

Lodge el señor Barbarroja enviado al rey por el Gran Turco, con su ejército turco y grandes señores al número de 30.000 combatientes durante el invierno en su ciudad y puerto de Tolón... para el alojamiento de dicho ejército así como el bienestar de toda su costa, no será conveniente que los habitantes de Tolón permanezcan y se mezclen con la nación turca, por las dificultades que podrían surgir.
Instrucción de Francisco I a su señor teniente de Provenza.

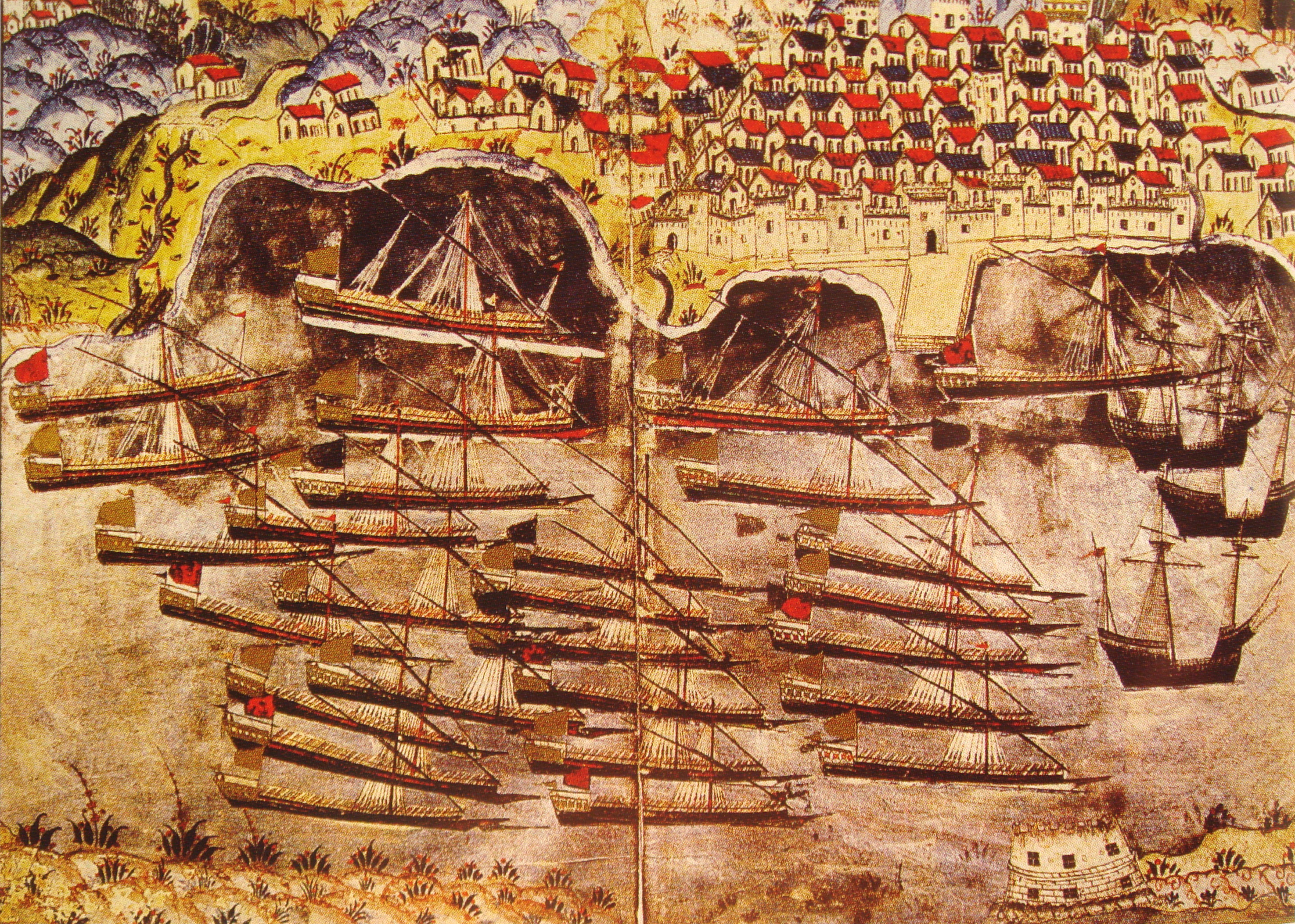
La flota de Barbarroja invernando en el puerto francés de Toulon, 1543. (por: Matrakçı Nasuh)

Durante la invernada de Barbarroja, la catedral de Tolón se transformó en una mezquita, la llamada a la oración se realizaba cinco veces al día y la moneda otomana era la preferida. Según un observador: «Al ver Tolón, uno podría imaginarse en Constantinopla».
A lo largo del invierno, los otomanos pudieron utilizar Tolón como base para atacar las costas españolas e italianas, asaltando Sanremo, Borghetto Santo Spirito, Ceriale y derrotando los ataques navales italo-españoles. Navegando con toda su flota hasta Génova, Barbarroja negoció con Andrea Doria la liberación de Turgut Reis. Los otomanos partieron de su base de Tolón en mayo de 1544 después de que Francisco I pagara 800 000 ecus a Barbarroja.

#### El capitán Polin en Constantinopla (1544)

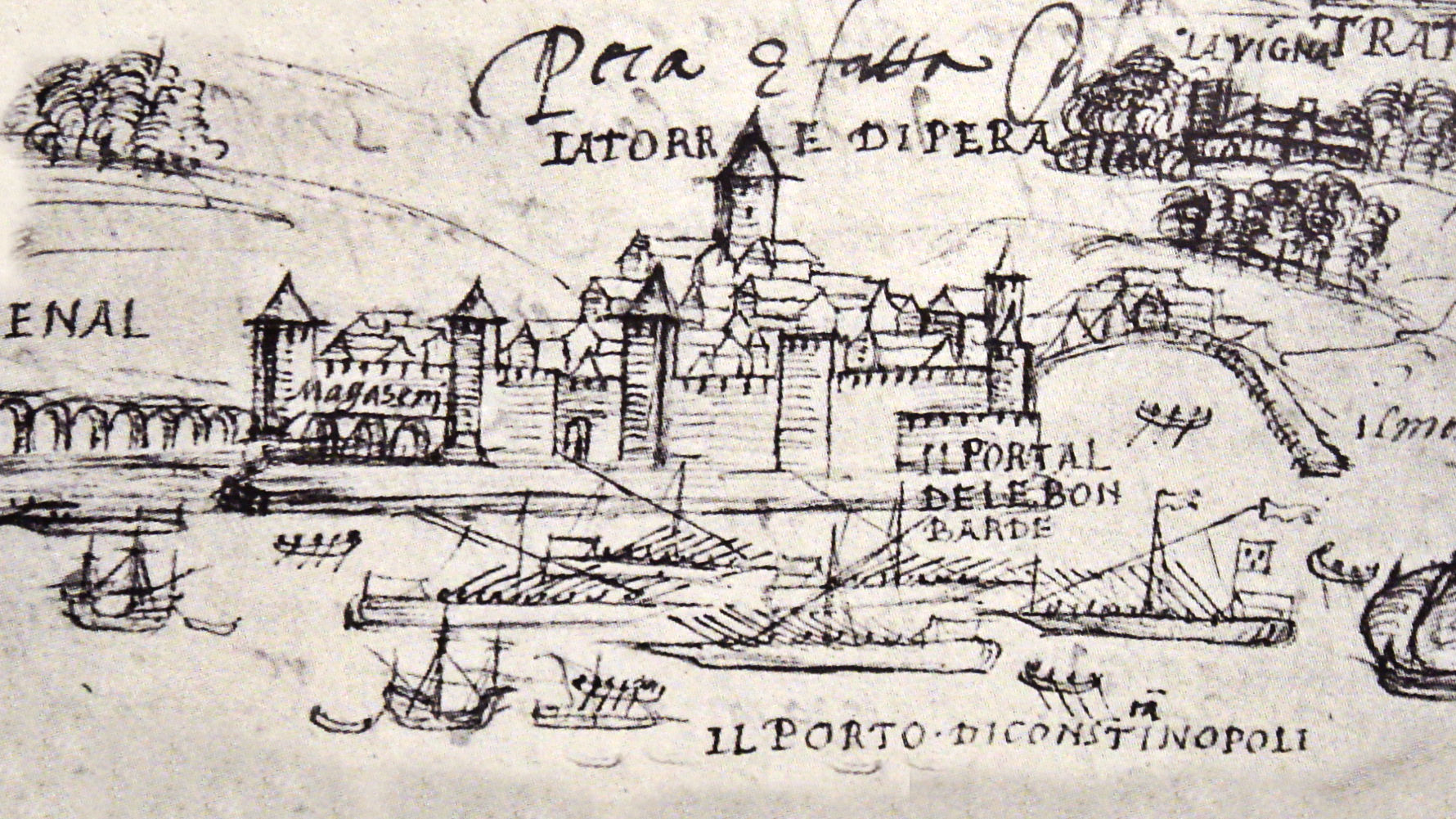
Las galeras francesas del capitán Polin frente al puerto de Pera en Constantinopla en agosto de 1544, dibujadas por Jerôme Maurand, un sacerdote que acompañaba a la flota.

Cinco galeras francesas al mando del capitán Polin, entre ellas el soberbio Réale, acompañaron a la flota de Barbarroja, en una misión diplomática ante Solimán. La flota francesa acompañó a Barbarroja durante sus ataques a la costa occidental de Italia de camino a Constantinopla, ya que asoló las ciudades de Porto Ercole, Giglio, Talamona, Lipari y tomó unos 6000 cautivos, pero se separó en Sicilia de la flota de Barbarroja para continuar sola hacia la capital otomana. Jerôme Maurand, un sacerdote de Antibes que acompañó a Polin y a la flota otomana en 1544, escribió un relato detallado en Itinéraire d'Antibes à Constantinonple. Llegaron a Constantinopla el 10 de agosto de 1544 para reunirse con Solimán y darle cuenta de la campaña. Polin estaba de vuelta en Tolón el 2 de octubre de 1544.

#### Campaña conjunta en Hungría (1543-1544)

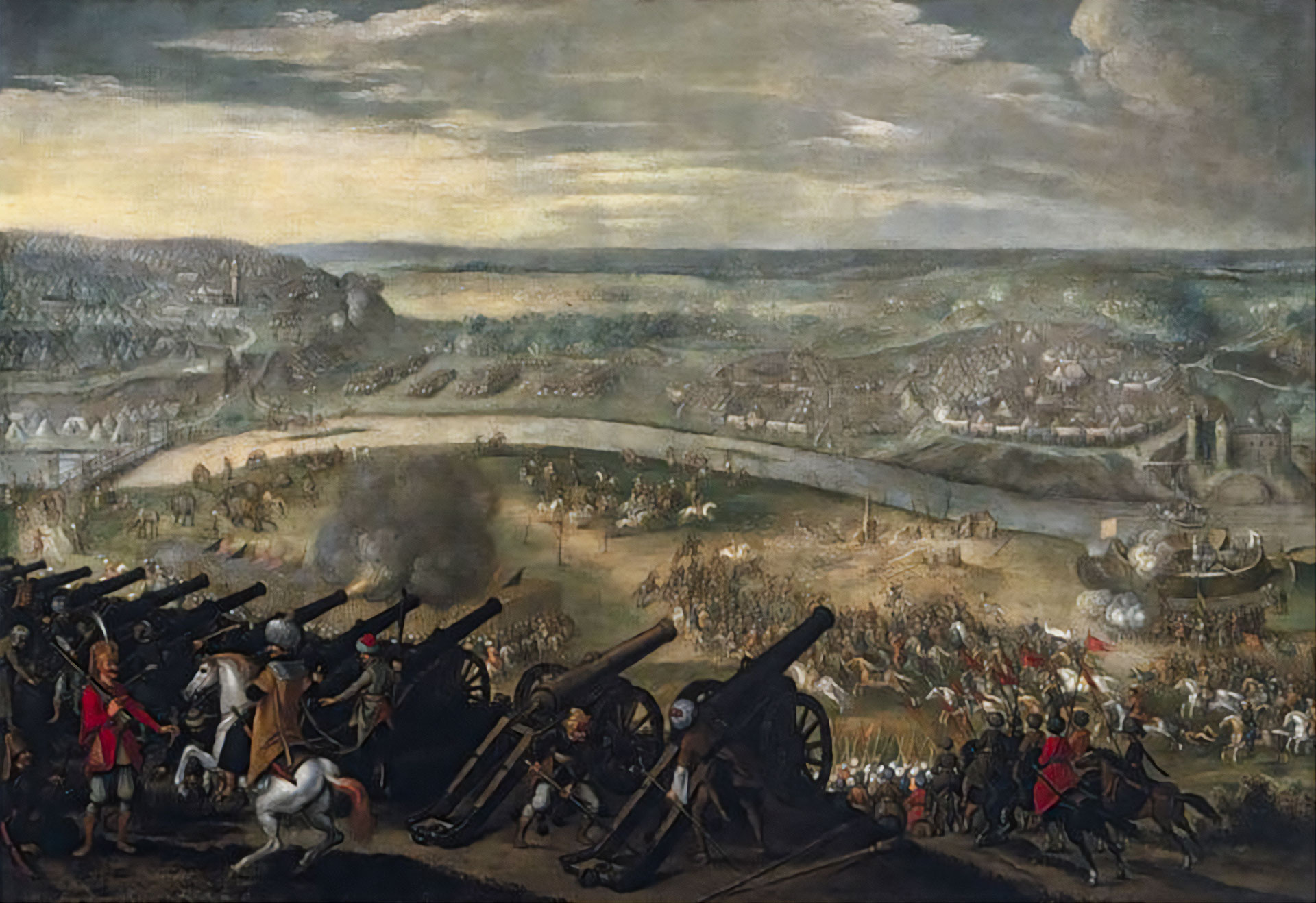
Tropas de artillería francesa fueron suministradas a Suleiman para su campaña en Hungría: aquí, el sitio de Esztergom (1543).

En tierra, Solimán luchaba al mismo tiempo por la conquista de la Hungría en 1543, en el marco de la Pequeña Guerra. Las tropas francesas fueron suministradas a los otomanos en el frente centroeuropeo: en Hungría, una unidad de artillería francesa fue enviada en 1543-1544 y adscrita al ejército otomano. Tras importantes asedios como el asedio de Esztergom (1543), Solimán tomó una posición de mando en Hungría, consiguiendo la firma de la Tregua de Adrianópolis con los Habsburgo en 1547.

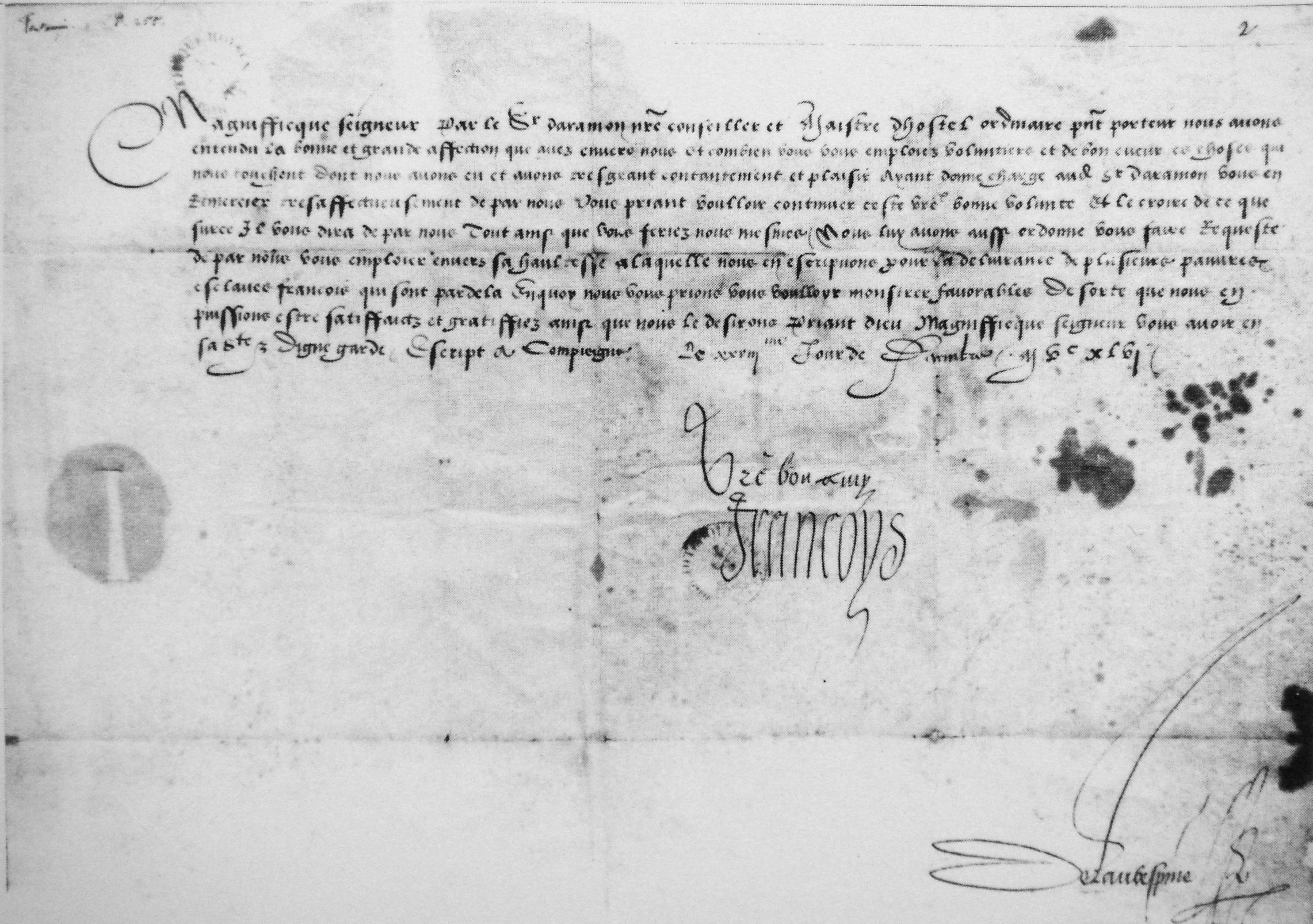
Carta de Francisco I al Drogman Janus Bey, 28 de diciembre de 1546, entregada por D'Aramon. La carta está refrendada por el Secretario de Estado Claude de L'Aubespine (esquina inferior derecha)

Además del poderoso efecto de una alianza estratégica que rodeaba al Imperio de los Habsburgo, las operaciones tácticas combinadas se veían considerablemente obstaculizadas por las distancias, las dificultades de comunicación y los imprevisibles cambios de planes de uno y otro bando. Desde el punto de vista financiero, también se generaron ingresos fiscales para ambas potencias mediante el rescate de barcos enemigos en el Mediterráneo. La Casa Real francesa también pidió prestadas grandes cantidades de oro al banquero otomano José Nasi y al Imperio otomano, que ascendían a unos 150 000 écus a partir de 1565, cuya devolución se convirtió en polémica en los años siguientes.

#### Apoyo francés en la guerra otomano-safávida (1547)
En 1547, cuando Solimán el Magnífico atacó Persia en su segunda campaña de la Guerra otomano-safávida (1532-1555), Francia le envió al embajador Gabriel de Luetz para que le acompañara en su campaña. Gabriel de Luetz pudo dar consejos militares decisivos a Solimán, como cuando le aconsejó sobre la colocación de la artillería durante el asedio de Vān.

### Consecuencias
La alianza proporcionó apoyo estratégico al reino de Francia y lo protegió eficazmente de las ambiciones de Carlos V. También dio la oportunidad al Imperio otomano de involucrarse en la diplomacia europea y ganar prestigio en sus dominios europeos. Según el historiador Arthur Hassall, las consecuencias de la alianza franco-otomana fueron de gran alcance: «La alianza otomana había contribuido poderosamente a salvar a Francia de las garras de Carlos V, sin duda había ayudado al protestantismo en el Sacro Imperio Romano Germánico, y desde el punto de vista francés, había rescatado a los aliados noralemanes de Francisco I».

#### Debate político

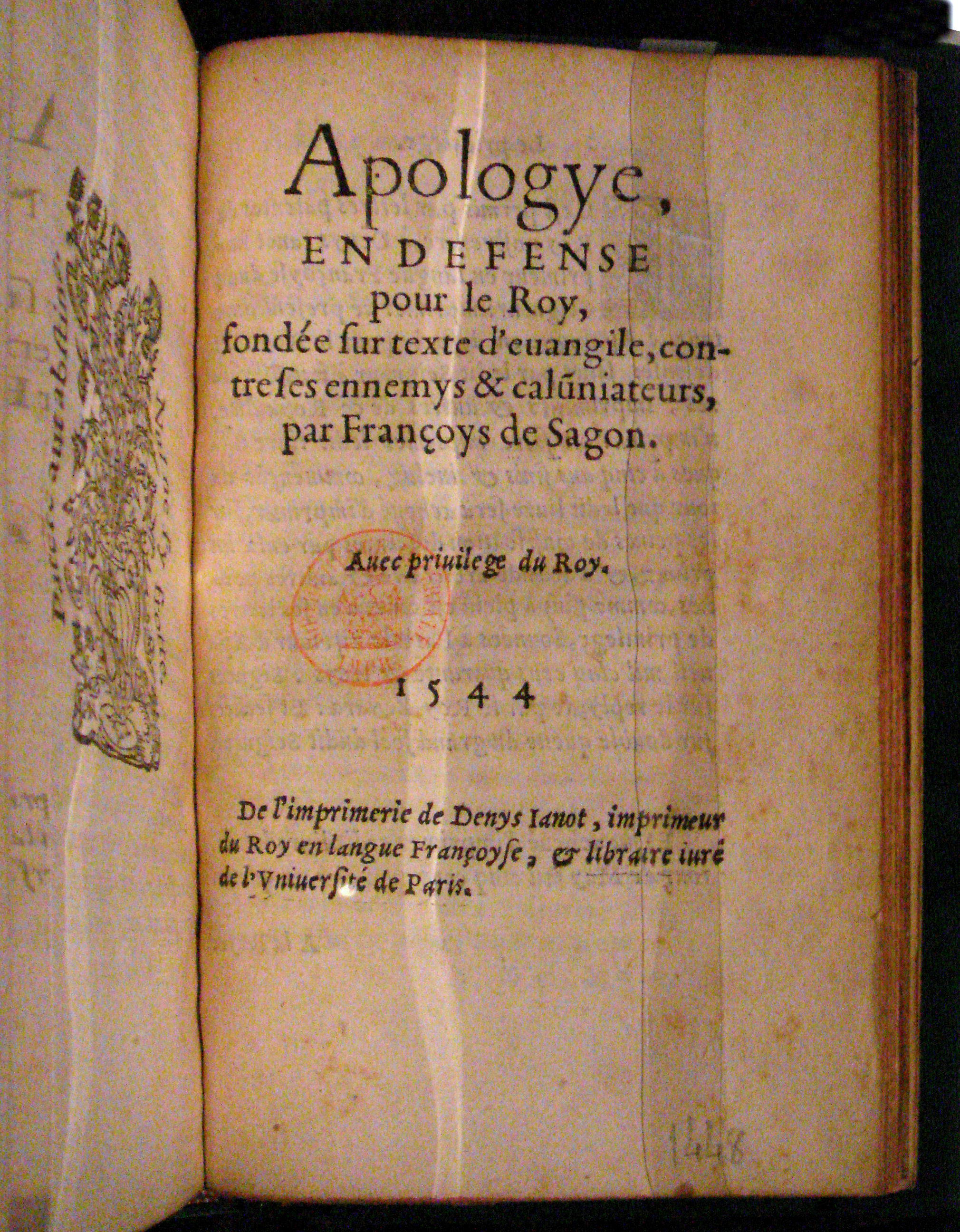
Apologye en défense pour le Roy, fondée sur texte d'évangile, contre ses enemis et calomniateurs por François de Sagon, 1544.

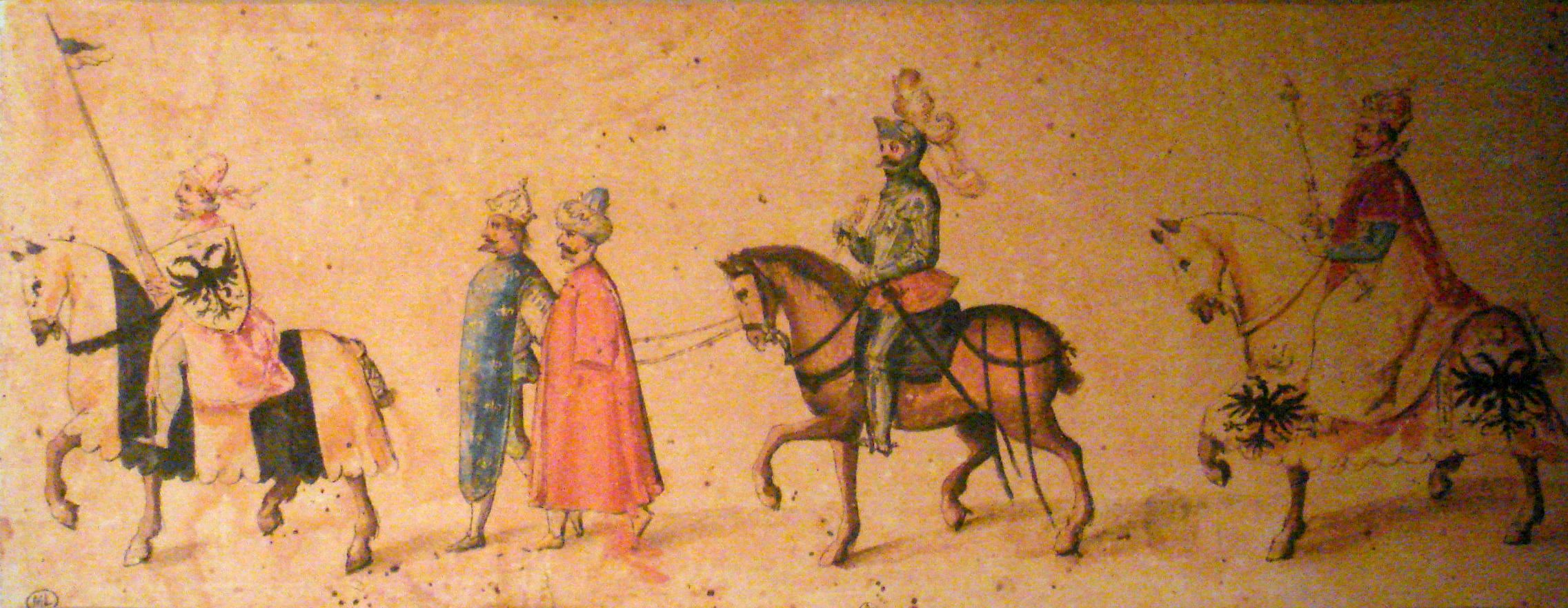
Caricatura que muestra al emperador conduciendo al rey de Francia y al sultán caminando como cautivos unidos. Principios del.

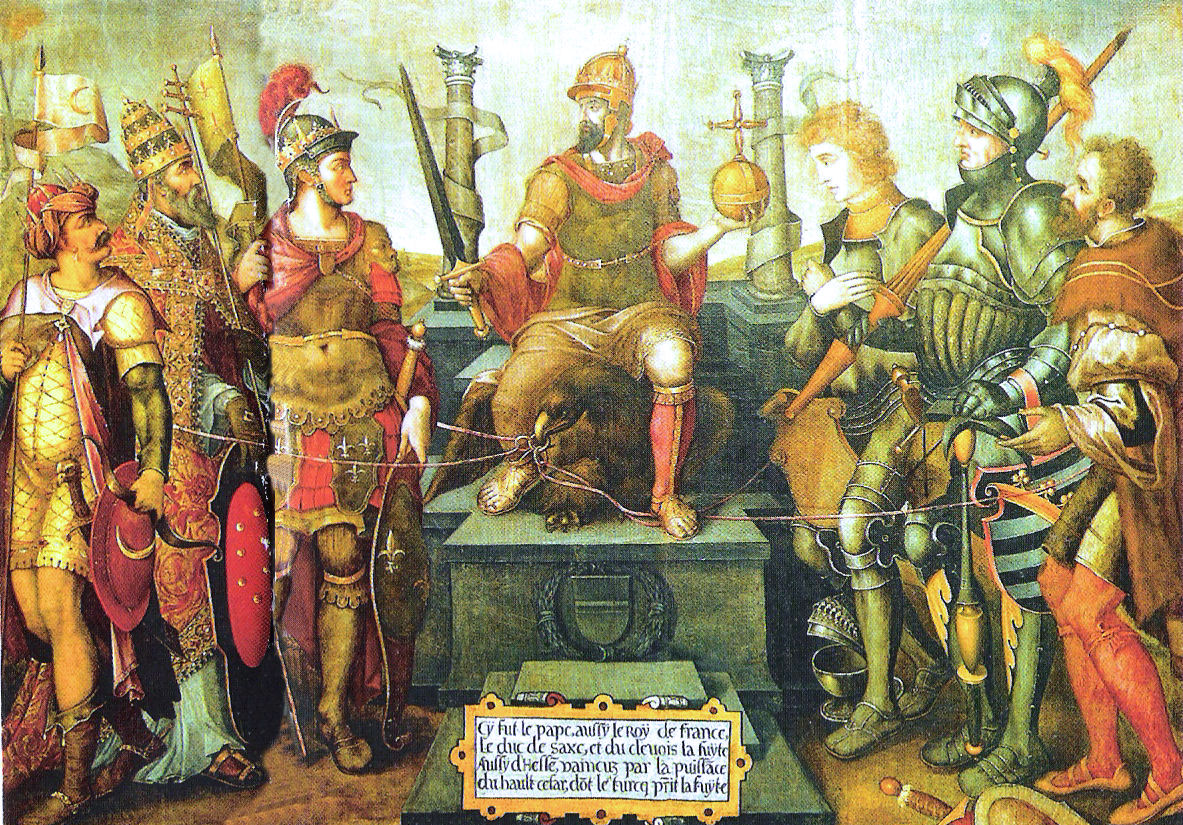
Alegoría que muestra a Carlos Quinto (centro) entronizado sobre sus enemigos derrotados (de izda. a dcha.): Solimán, papa Clemente VII, Francisco I, duque de Cleves, duque de Sajonia y landgrave de Hesse.

Los efectos secundarios incluyeron una gran cantidad de propaganda negativa contra las acciones de Francia y su alianza "impía" con una potencia musulmana. Carlos V apeló fuertemente al resto de Europa contra la alianza de Francisco I, y se hicieron caricaturas mostrando la connivencia entre Francia y el Imperio otomano. A finales del siglo XVI, el filósofo político italiano Giovanni Botero se refirió a la alianza como «un tratado vil, infame y diabólico» y la culpó de la extinción de la dinastía Valois. Incluso el hugonote francés François de La Noue denunció la alianza en una obra de 1587, afirmando que «esta confederación ha sido la ocasión de disminuir la gloria y el poder de un reino tan floreciente como el de Francia».
Numerosos autores intervinieron para tomar la defensa del rey francés por su alianza. Autores como Guillaume Postel o Christophe Richer escribieron sobre la civilización otomana, a veces de forma muy positiva. En la obra de 1543 Les Gestes de Francoys de Valois, Etienne Dolet justificó la alianza comparándola con las relaciones de Carlos V con Persia y Túnez. Dolet también afirmaba que no debía estar "prohibido a un príncipe hacer alianza y buscar la inteligencia de otro, sea cual sea su credo o su ley"." El autor François de Sagon escribió en 1544 Apologye en défense pour le Roy, un texto en el que defendía la actuación de Francisco I estableciendo paralelismos con la parábola del buen samaritano de la Biblia, en la que se compara a Francisco con el herido, al emperador con los ladrones y a Solimán con el buen samaritano que presta ayuda a Francisco. Guillaume du Bellay y su hermano Jean du Bellay escribieron en defensa de la alianza, al tiempo que la minimizaban y legitimaban sobre la base de que Francisco I se defendía de una agresión. Jean de Montluc utilizó ejemplos de la historia cristiana para justificar el intento de obtener el apoyo otomano. El hermano de Jean de Montluc, Blaise de Montluc, argumentó en 1540 que la alianza era permisible porque «contra los enemigos se pueden hacer flechas de cualquier tipo de madera». En 1551, Pierre Danes escribió Apologie, faicte par un serviteur du Roy, contre les calomnies des Impériaulx: sur la descente du Turc.

#### Intercambios culturales y científicos

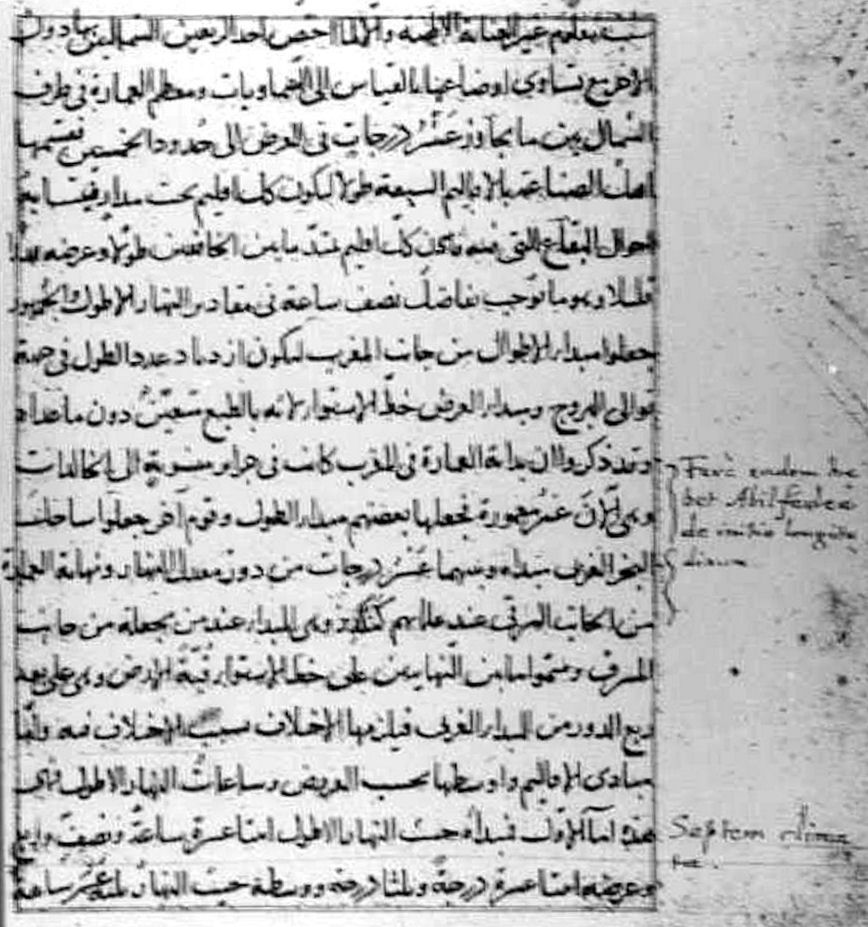
Manuscrito astronómico árabe de Nasir al-Din al-Tusi, anotado por Guillaume Postel

Los intercambios culturales y científicos entre Francia y el Imperio otomano florecieron. Eruditos franceses como Guillaume Postel o Pierre Belon pudieron viajar a Asia Menor y a Oriente Medio para recoger información.

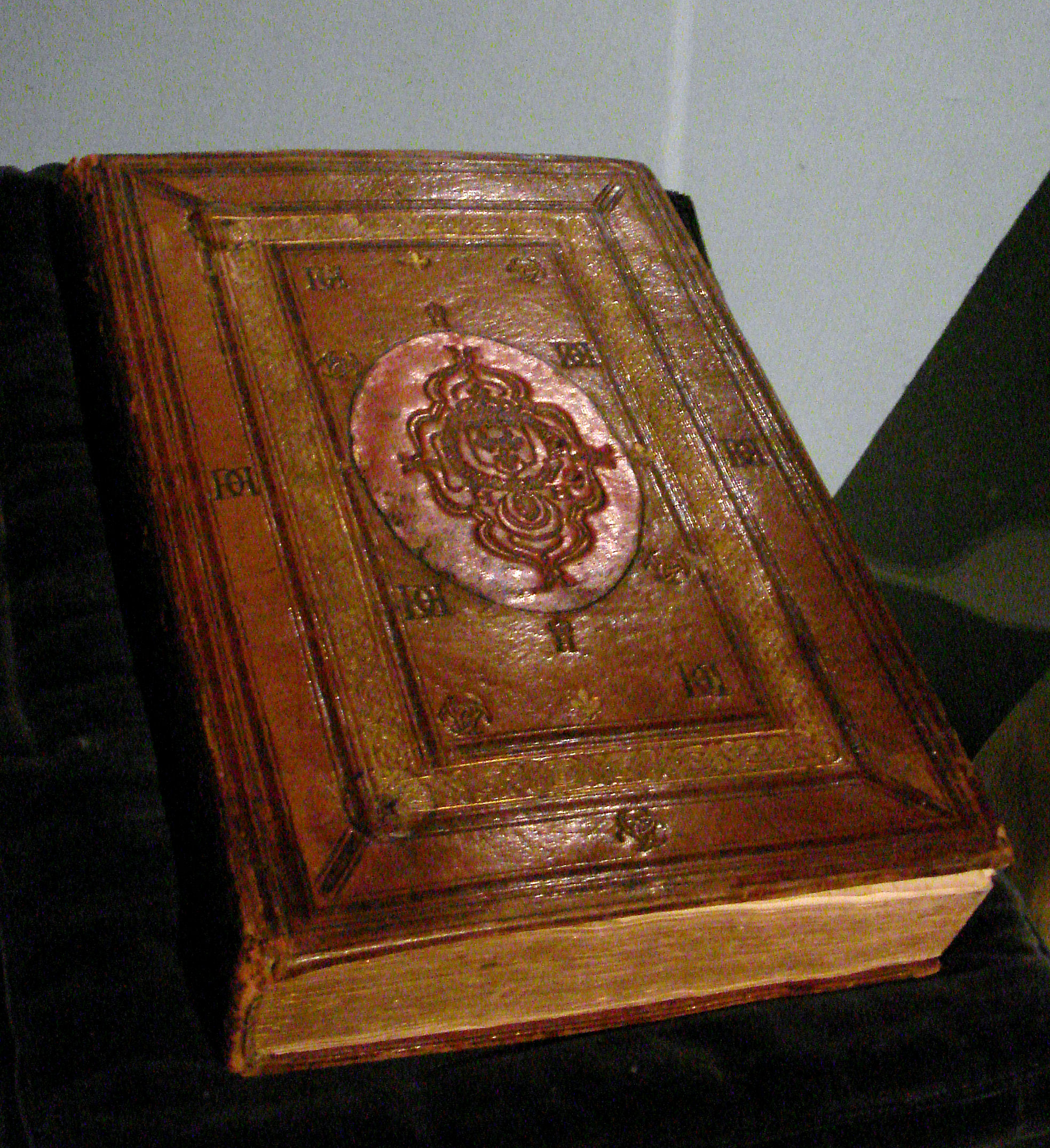
Corán del Imperio otomano, copiado alrededor de 1536, encuadernado de acuerdo con las regulaciones establecidas por Francisco I alrededor de 1549, con armas de Enrique II. Bibliothèque Nationale de France

Se cree que hubo un intercambio científico, ya que numerosas obras en árabe, especialmente relacionadas con la astronomía fueron traídas, anotadas y estudiadas por eruditos como Guillaume Postel. La transmisión de conocimientos científicos, como la pareja Tusi, puede haber ocurrido en tales ocasiones, en la época en que Copérnico establecía sus propias teorías astronómicas.
Libros, como el texto sagrado musulmán, el Corán, fueron traídos de vuelta para ser integrados en las bibliotecas reales, como la Bibliothèque Royale de Fontainebleau, para crear una base para el Collège des lecteurs royaux, futuro Collège de France. Varias novelas y tragedias francesas fueron escritas con el Imperio otomano como tema o trasfondo En 1561, Gabriel Bounin publicó La Soltane, una tragedia que destaca el papel de Roxelana en la ejecución en 1553 de Mustapha, el hijo mayor de Solimán el Magnífico. Esta tragedia marca la primera vez que los otomanos fueron introducidos en escena en Francia.

#### Comercio internacional
Estratégicamente, la alianza con el Imperio otomano también permitió a Francia contrarrestar en cierta medida la ventaja de la Imperio de los Habsburgo en el comercio del Nuevo Mundo, y el comercio francés con el Mediterráneo oriental a través de Marsella aumentó de hecho considerablemente después de 1535. Tras las Capitulaciones de 1569, Francia también ganó precedencia sobre todos los demás estados cristianos, y su autorización era necesaria para cuando otro estado deseaba comerciar con el Imperio otomano.

## Alianza militar bajo Enrique II

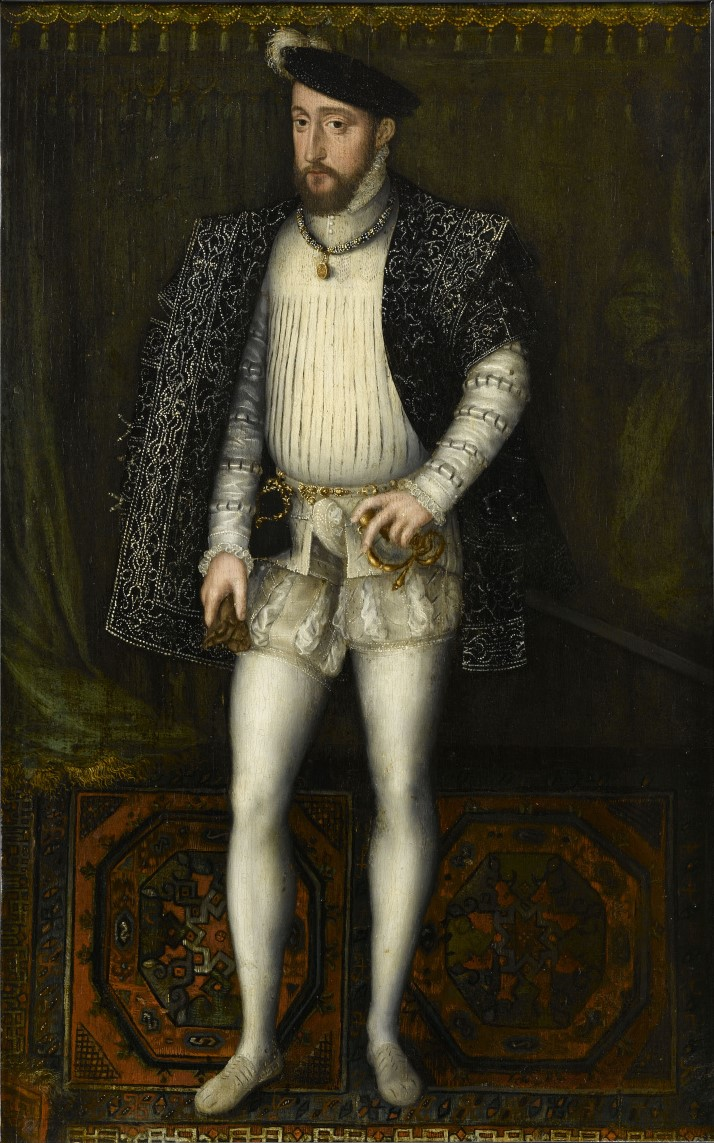
Enrique II, aquí de pie sobre una alfombra oriental, un ejemplo de alfombras orientales en la pintura del Renacimiento, continuó la política de alianza de su padre Francisco I. Pintura de François Clouet.

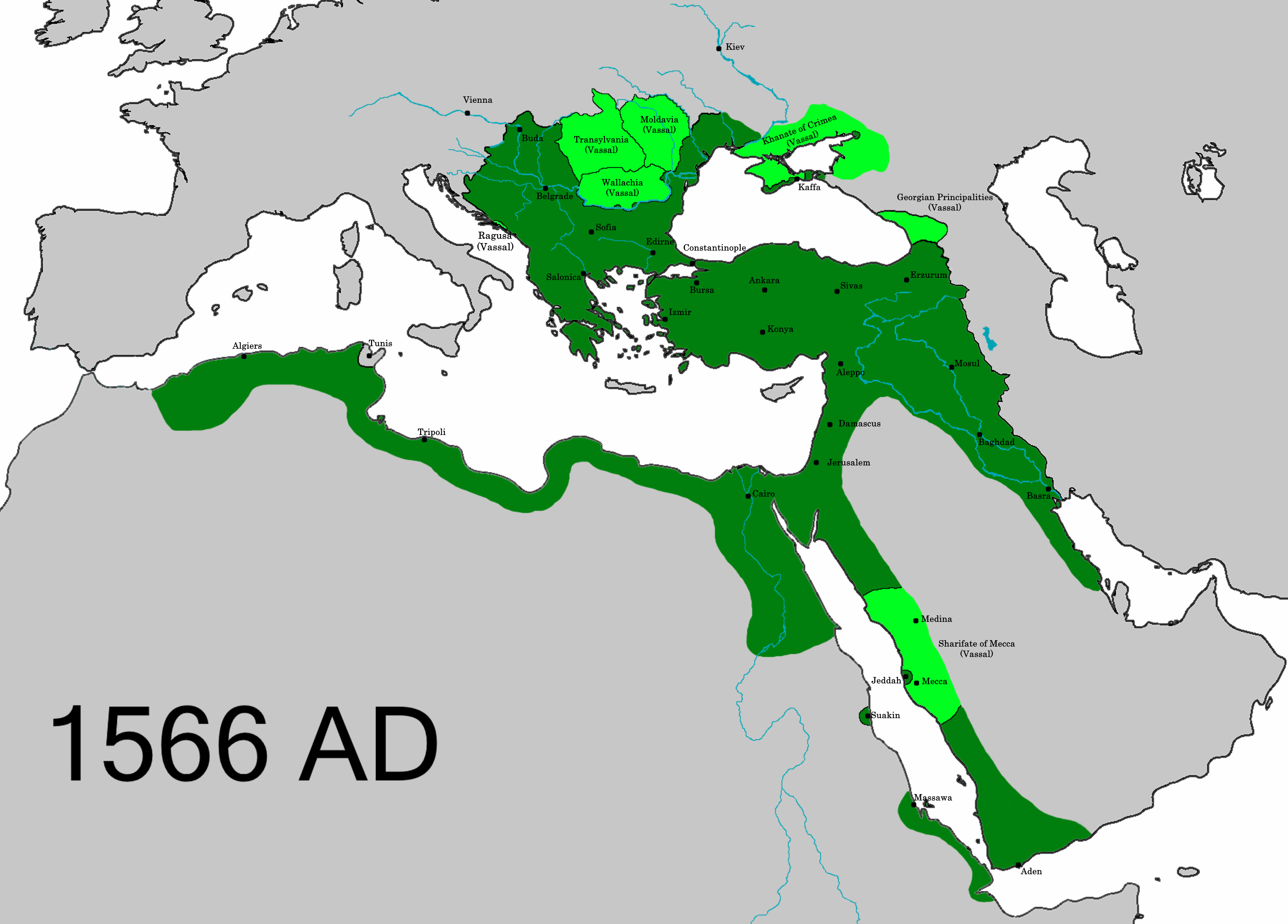
Territorio del Imperio otomano tras la muerte de Solimán el Magnífico.

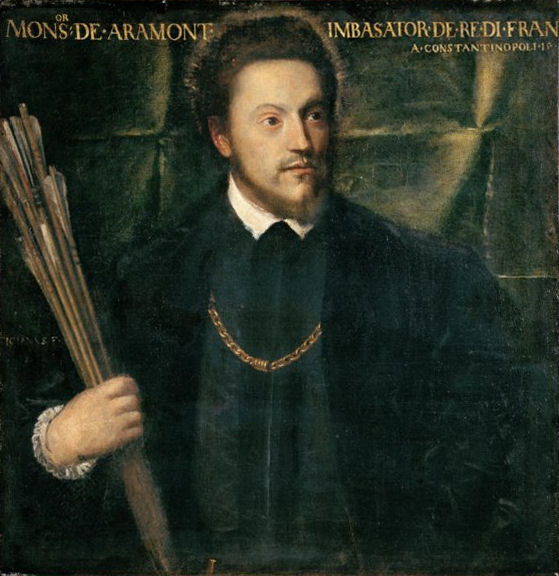
El embajador francés ante la Puerta otomana Gabriel de Luetz d'Aramont, estuvo presente en el sitio de Trípoli en 1551, así como en las campañas otomanas posteriores. Pintura de Tiziano.

El hijo de Francisco I, Enrique II, también selló un tratado con Solimán para cooperar contra la Armada austrohúngara. Esto fue provocado por la conquista del 8 de septiembre de 1550 de Mahdía por el almirante genovés Andrea Doria, por cuenta de Carlos V. La alianza permitió a Enrique II impulsar las conquistas francesas hacia el Rin, mientras una flota franco-otomana defendía el sur de Francia.

### Cooperación durante la Guerra de Italia de 1551-1559
Durante la Guerra italiana de 1551-1559 se coordinaron varias acciones militares. En 1551, los otomanos, acompañados por el embajador francés Gabriel de Luez d'Aramon, lograron el Asedio de Trípoli. La misión declarada del embajador era disuadir a los otomanos de capturar la ciudad ya que Malta no fue identificada como un enemigo en la alianza franco-otomana contra los Habsburgo. Según informes posteriores, cuando Sinan Pasha y Dragut se negaron a levantar el sitio, alegando que tenían la orden de erradicar a la Orden de Malta del continente africano , d'Aramon amenazó con navegar a Constantinopla para apelar al sultán Solimán, pero luego se le prohibió salir de la ciudad hasta el final del asedio.

#### Ataques conjuntos a Italia (1552)
En 1552, cuando Enrique II atacó a Carlos V, los otomanos enviaron 100 galeras al Mediterráneo occidental. La flota otomana iba acompañada de tres galeras francesas al mando de Gabriel de Luez d'Aramon, que acompañaron a la flota otomana desde Estambul en sus incursiones por la costa de Calabria en el sur de Italia, capturando la ciudad de Reggio. El plan era unirse a la flota francesa del barón de la Garde y a las tropas del Príncipe de Salerno, pero ambos se retrasaron y no pudieron unirse a los otomanos a tiempo. En la batalla de Ponza frente a la isla de Ponza con 40 galeras de Andrea Doria, la flota franco-otomana logró vencerlos y capturar 7 galeras el 5 de agosto de 1552. La flota franco-otomana abandonó Nápoles para volver a Oriente el 10 de agosto, echando de menos al Barón de la Garde que llegó a Nápoles una semana después con 25 galeras y tropas. La flota otomana invernó entonces en Chios, donde se le unió la flota del barón de la Garde, lista para las operaciones navales del año siguiente.

#### Invasión conjunta de Córcega (1553)

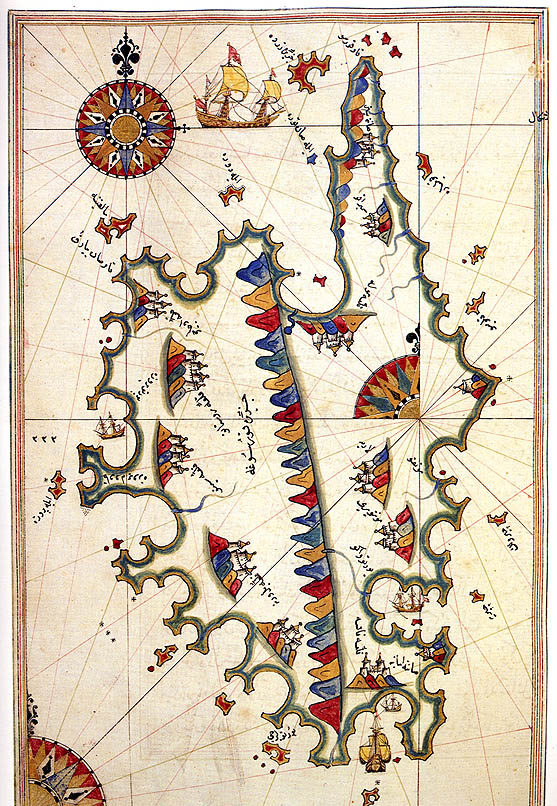
Las fuerzas franco-otomanas invadieron Córcega en 1553.

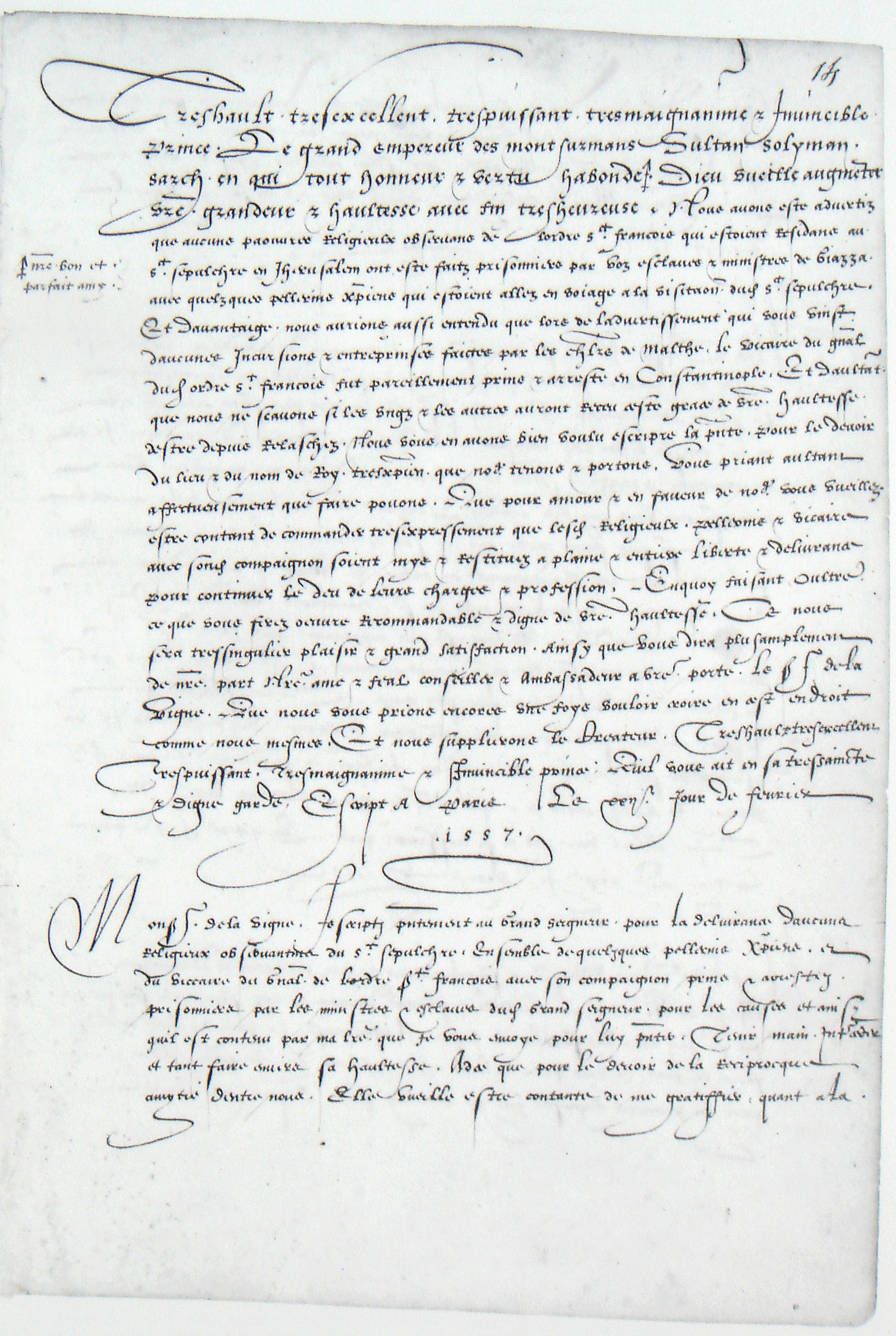
Carta de Enrique II de Francia a Solimán el Magnífico y al embajador Jean Cavenac de la Vigne, fechada el 22 de febrero de 1557.

El 1 de febrero de 1553, se firmó un nuevo tratado de alianza, que implicaba la colaboración naval contra los Habsburgo, entre Francia y el Imperio otomano. En 1553, los almirantes otomanos Dragut y Koca Sinan junto con la escuadra francesa asaltaron las costas de Nápoles, Sicilia, Elba y Córcega. Una flota franco-otomana realizó una Invasión de Córcega en beneficio de Francia. Se dice que la alianza militar alcanzó su punto álgido en 1553.
En 1555, se sabe que el embajador francés Michel de Codignac, sucesor de Gabriel de Luetz d'Aramon, participó en la campaña de la Persia de Solimán, y que navegó con la flota otomana en su campaña contra Piombino, Elba y Córcega. El almirante otomano Turgut Reis fue uno de los protagonistas otomanos clave en esas acciones.
El 30 de diciembre de 1557, Enrique II escribió una carta a Solimán en la que le pedía dinero, saltpeter y 150 galeras para ser estacionadas en Occidente. A través de los servicios de su embajador Jean Cavenac de la Vigne, Enrique II consiguió el envío de una flota otomana a Italia en 1558, con poco efecto sin embargo, aparte del saqueo de Sorrento. Los otomanos también contribuyeron con la invasión otomana de las islas Baleares en 1558. El conflicto llegaría finalmente a su fin con la Paz de Cateau-Cambrésis (1559) y la muerte accidental de Enrique II ese mismo año. Sin embargo, la nueva paz entre las potencias europeas generó una larga desilusión en el bando otomano.

## Apoyo al protestantismo bajo Carlos IX
El poder otomano también fue utilizado por los franceses en los conflictos religiosos de la escena europea. En 1566, bajo el mandato de Carlos IX, el embajador francés en el Imperio otomano intervino a favor de la Revuelta holandesa contra el Imperio español, tras una petición de ayuda otomana por parte de Guillermo I de Orange, por lo que se planteó una alianza holandesa-otomana y se envió una carta de Solimán el Magnífico a los "luteranos" del Flandes, ofreciendo tropas en el momento que lo solicitaran, y afirmando que se sentía cerca de ellos, «ya que no adoraban ídolos, creían en un solo Dios y luchaban contra el papa y el emperador». El Imperio otomano era conocido en aquella época por su tolerancia religiosa. Varios refugiados religiosos, como los hugonotes, algunos anglicanos, cuáqueros, anabaptistas e incluso jesuitas o capuchinos y judíos (marranos) pudieron encontrar refugio en Constantinopla y en el Imperio otomano, donde se les dio derecho de residencia y de culto. Además, los otomanos apoyaron a los calvinistas en Transilvania y en Hungría pero también en Francia. El pensador francés contemporáneo Jean Bodin escribió:

El gran emperador de los turcos honra y observa con tanta devoción como cualquier otro príncipe del mundo la religión que ha recibido de sus antepasados, pero no detesta las religiones extrañas de los demás, sino que, por el contrario, permite que cada uno viva según su conciencia. la de los judíos, la de los cristianos, la de los griegos y la de los mahometanos.
Jean Bodin.

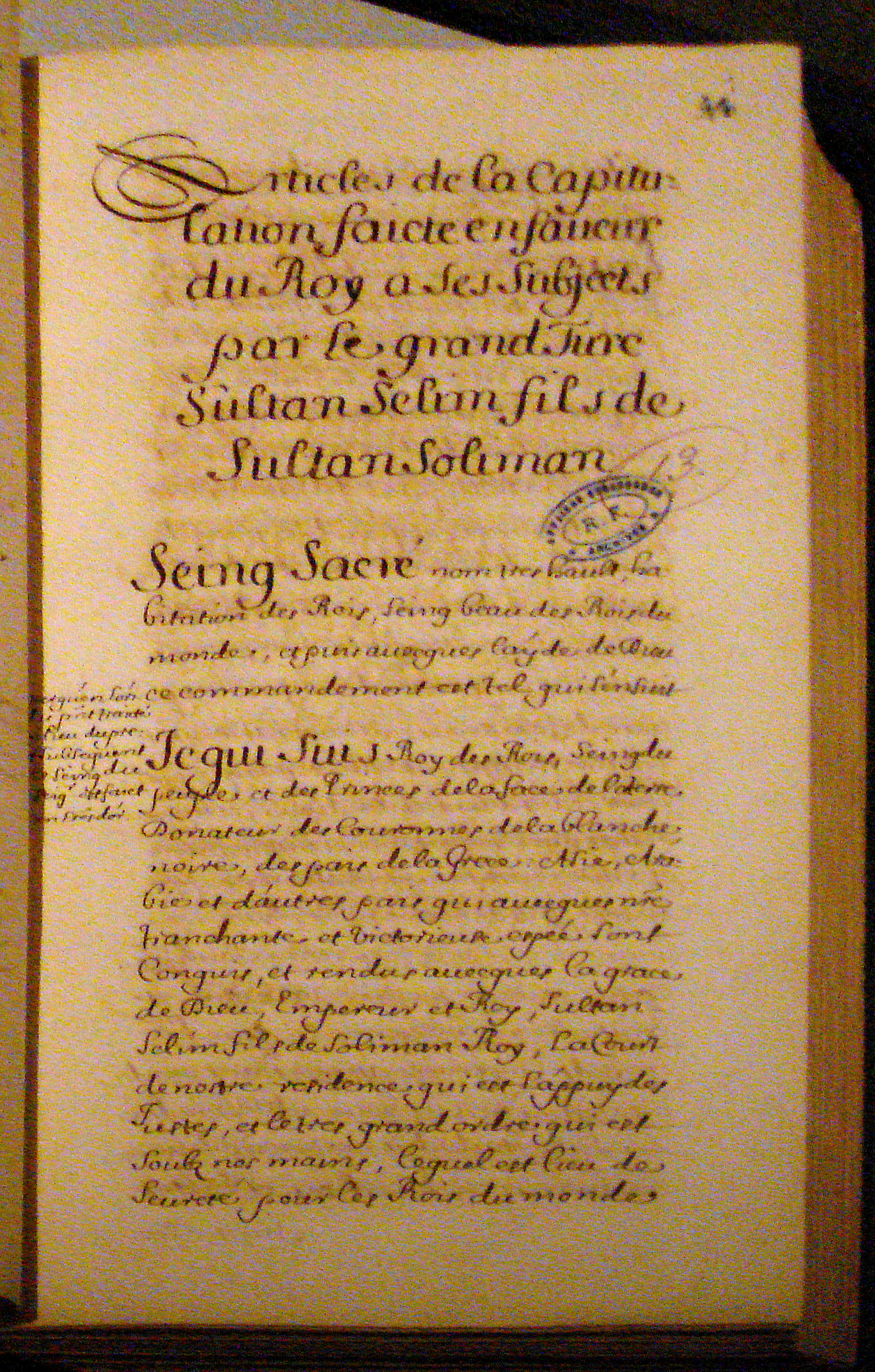
Copia del de las Capitulaciones de 1569 entre Carlos IX y Selim II.

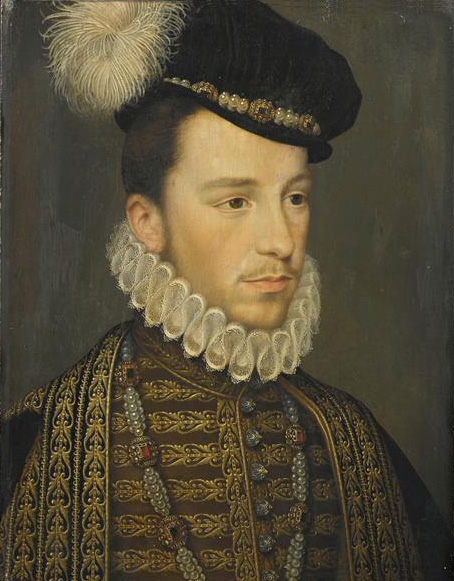
El príncipe francés Enrique de Valois fue elegido rey de Polonia en 1572, en parte debido al deseo de los nobles polacos de agradar al Imperio otomano.

El Imperio otomano estaba en la cúspide de su poder, pero durante los cuarenta años posteriores a esos acontecimientos, Francia se vería envuelta en las amargas Guerras de Religión francesas, y el poder otomano comenzaría a debilitarse lentamente tras la batalla de Lepanto de 1571.
En 1572, tras la muerte del rey polaco Segismundo Augusto, que había estado bajo una alianza polaco-otomana propia, Polonia eligió al francés Enrique de Valois, en lugar de los candidatos de los Habsburgo, en parte para ser más agradable al Imperio otomano. Al parecer, la elección de Enrique de Valois había sido propuesta por el gran visir otomano Mehmet Sokolli. Cuando Enrique partió de regreso a Francia en 1575, le sucedió Esteban Báthory de Polonia, que también había sido apoyado por los otomanos para obtener el trono de Transilvania en 1571.
En 1574, Guillermo de Orange y Carlos IX de Francia, a través de su embajador pro-Huguenot François de Noailles, obispo de Dax, intentaron obtener el apoyo del gobernante otomano Selim II para abrir un nuevo frente contra el emperador español Felipe II. Selim II envió su apoyo a través de un mensajero, que se esforzó por poner a los holandeses en contacto con los moriscos rebeldes de España y los piratas de Argel. Selim también envió una gran flota en la Captura de Túnez en octubre de 1574, consiguiendo así reducir la presión española sobre los neerlandeses.
Los hugonotes franceses estuvieron en contacto con los moriscos en los planes contra España en la década de 1570. Hacia 1575, se planificó un ataque combinado de moriscos en Aragón y hugonotes del Béarn bajo el mando de Enrique de Navarra contra la Corona de Aragón española, de acuerdo con el rey de Argel y el Imperio otomano, pero estos proyectos naufragaron con la llegada de Juan de Austria a Aragón y el desarme de los moriscos. En 1576, se planeó el desembarco de una flota de tres puntas procedente de Constantinopla entre Murcia y Valencia mientras los hugonotes franceses invadían desde el norte y los moriscos lograban su levantamiento, pero la flota otomana no llegó.
El apoyo otomano a Francia continuaría, así como el apoyo a la República Holandesa y al Reino de Inglaterra después de 1580, y el apoyo a los protestantes y calvinistas, como forma de contrarrestar los intentos de supremacía de los Habsburgo en Europa. Sin embargo, durante un tiempo, la Guerra Otomano-Safávida (1578-1590) desvió la atención de los otomanos de Europa.

### Rivalidad diplomática otomano-persa en Europa
El conflicto entre los otomanos y los persas llevó a estos últimos a intentar forjar una alianza Habsburgo-Persa de contrapartida con otras potencias europeas contra el Imperio otomano, en particular con el Imperio de los Habsburgo, Italia y España de los Habsburgo. Este plan se formalizó mediante dos grandes esfuerzos diplomáticos: la embajada persa a Europa (1599-1602), y la embajada persa a Europa (1609-1615). Sin embargo, los resultados parecen haber sido limitados.

## Continuación
Durante los tres siglos que siguieron al inicio de la alianza, los otomanos continuaron respetando efectivamente su compromiso de proteger a las comunidades cristianas en su reino. Los reyes franceses que sucedieron a Francisco I también mantuvieron en general su política pro-otomana. Se recibieron numerosas embajadas otomanas en la corte francesa: la primera de Solimán a Francisco I en 1533, luego de Solimán a Carlos IX en 1565 (embajada de Hajji Murad), de Selim II a Carlos IX en 1571, de Murad III a Enrique III en 1581.

### Enrique IV

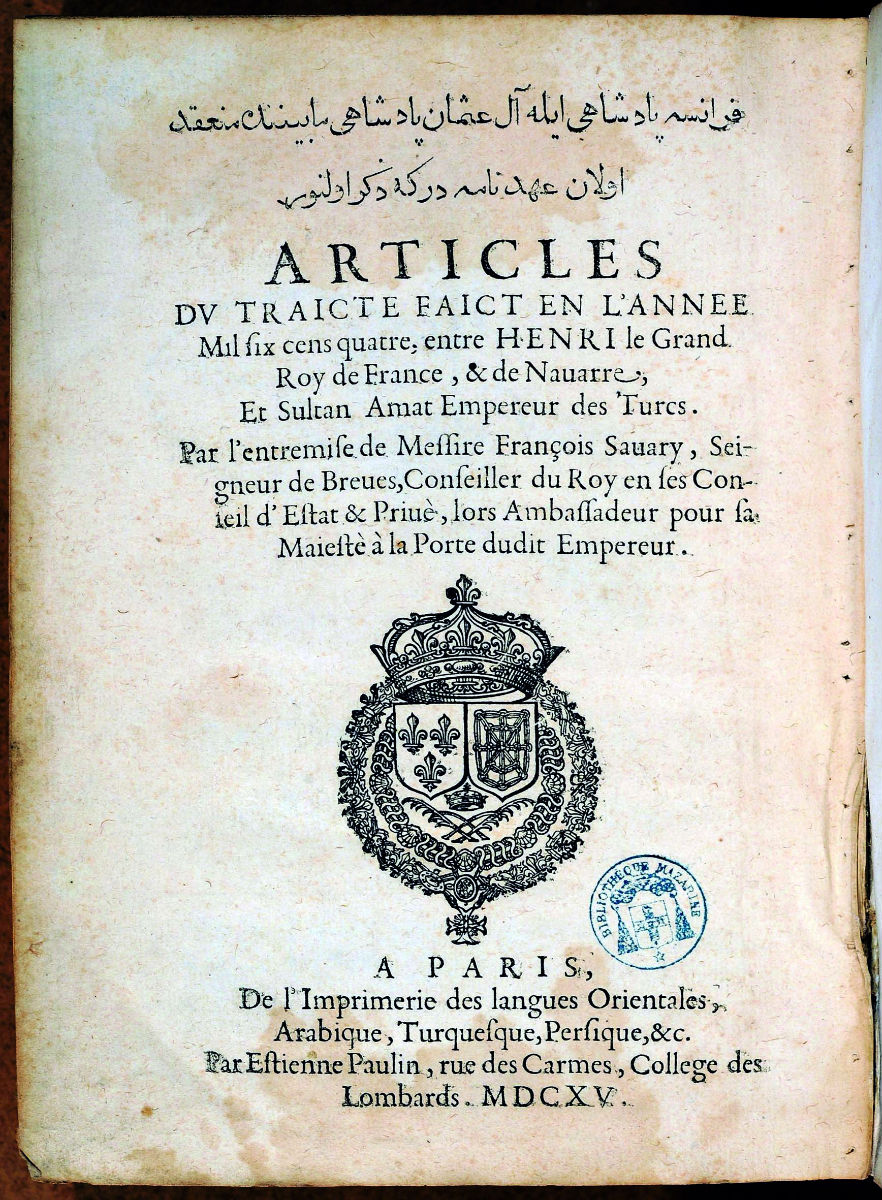
Traducción bilingüe franco-turca de las capitulaciones franco-otomanas de 1604 entre el sultán Ahmed I y el rey Enrique IV, publicada por Savary de Brèves en 1615.

Incluso antes de la llegada al trono de Enrique IV, los hugonotes franceses estaban en contacto con los moriscos en planes contra Habsburgo España en la década de 1570. Hacia 1575, se planificó un ataque combinado de moriscos aragoneses y hugonotes del Béarn bajo el mando de Enrique de Navarra contra la Corona de Aragón española, de acuerdo con el bey de Argelia y el Imperio otomano, pero estos proyectos naufragaron con la llegada de Juan de Austria a Aragón y el desarme de los moriscos. En 1576, se planeó una flota de tres puntas procedente de Constantinopla para desembarcar entre Murcia y Valencia mientras los hugonotes franceses invadían desde el norte y los moriscos lograban su levantamiento, pero la flota otomana no llegó.

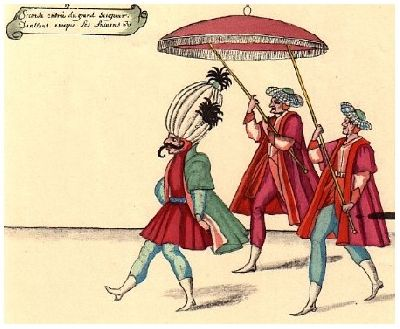
Ilustración de Le Grand Bal de la Douairière de Billebahaut: "Entrance of the Great Turk", 1626.

Enrique IV continuó la política de alianza franco-otomana y recibió una embajada de Mehmed III en 1601. En 1604, se firmó un "Tratado de paz y Capitulaciones" entre Enrique IV y el sultán otomano Ahmed I, que otorgaba numerosas ventajas a Francia en el Imperio otomano. En 1608 se envió una embajada a Túnez, dirigida por François Savary de Brèves.
Se volvió a enviar una embajada a Luis XIII en 1607, y de Mehmed IV a Luis XIV en 1669 en la persona del embajador Müteferrika Süleyman Ağa, que causó sensación en la corte francesa e incluso provocó una moda turca. Oriente llegó a tener una fuerte influencia en la literatura francesa, ya que casi la mitad de las guías de viaje francesas del siglo XVI estaban dedicadas al Imperio otomano.
La influencia francesa siguió siendo primordial en Constantinopla, y las Capitulaciones se renovaron en 1604, obligando a todas las naciones a comerciar bajo la protección y la bandera de Francia, excepto al Reino de Inglaterra y a la República de Venecia que competían, con la República Holandesa, por la influencia en el Levante. En el contexto de la competencia por la influencia entre las potencias occidentales, las relaciones entre Francia y el Imperio otomano comenzaron a enfriarse significativamente. En 1643, los franceses perdieron la custodia de los Santos Lugares en favor de los griegos.

### Recuperación de la alianza bajo Luis XIV

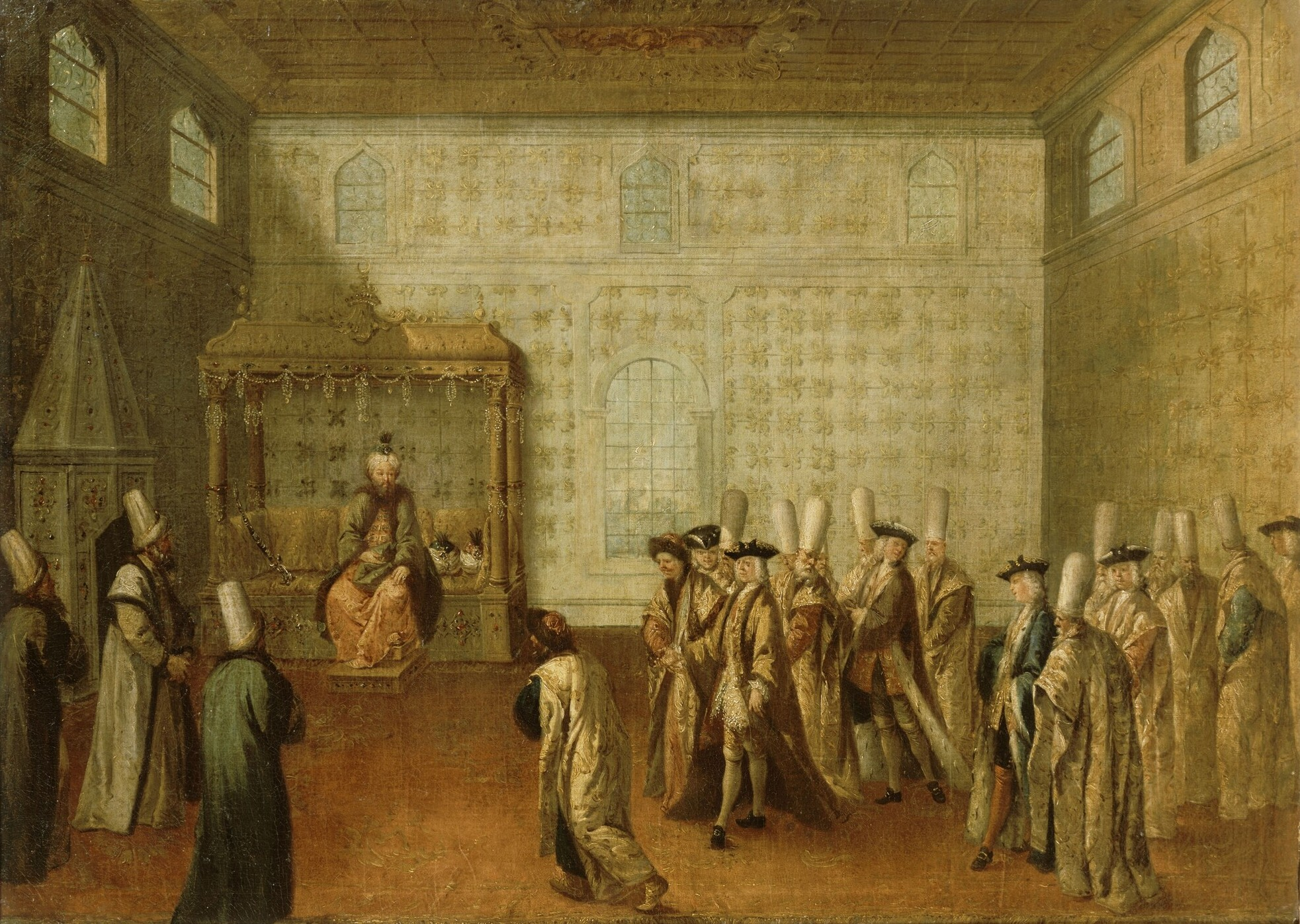
Ahmed III recibe la embajada de Charles de Ferriol en 1699; pintura de Jean-Baptiste van Mour.

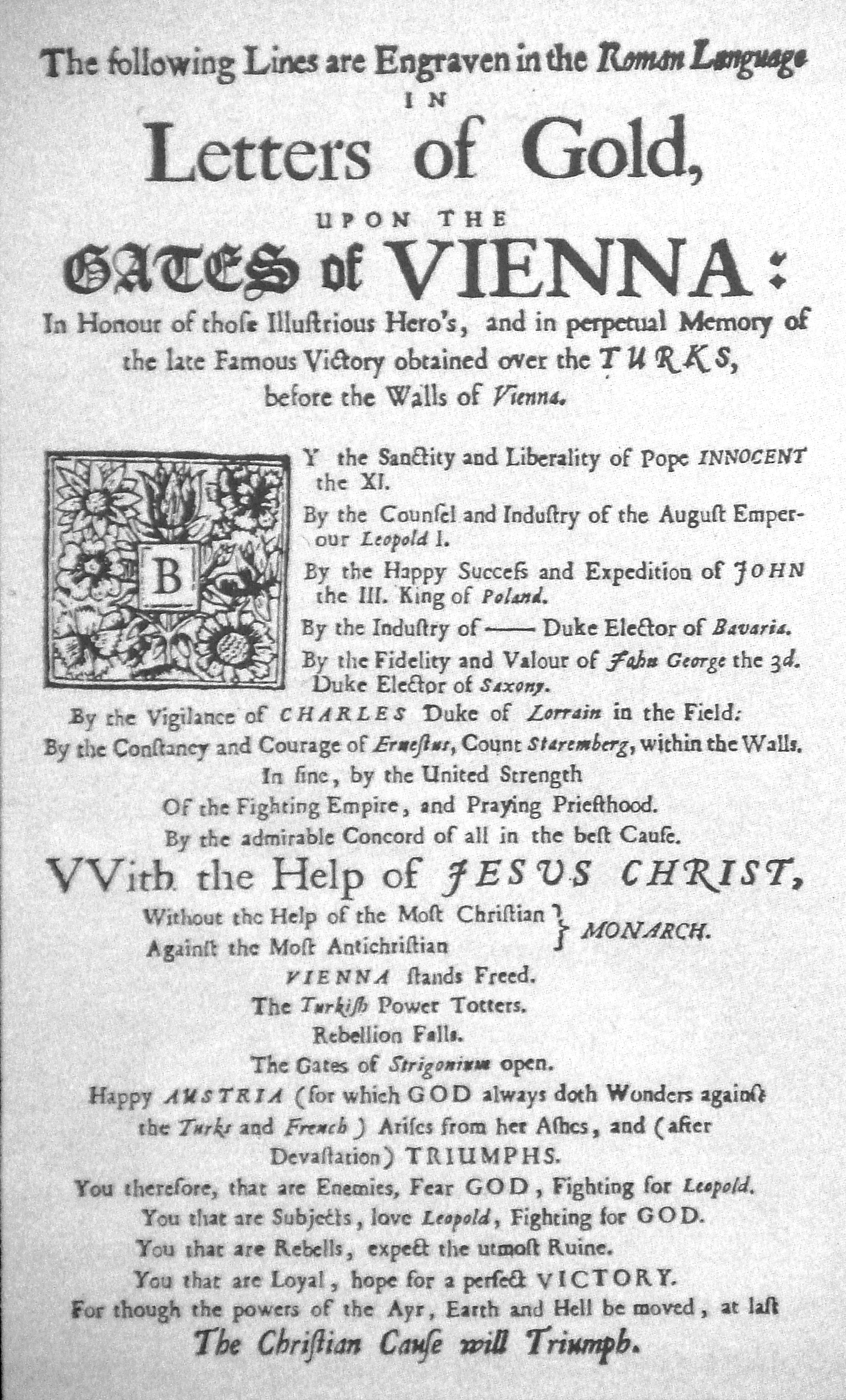
Panfleto en inglés que critica a Luis XIV y Mehmed IV por su papel en el sitio de Viena en 1683 («Sin la ayuda del Más Cristiano / Contra el Más Anticristiano / Monarca»).

Inicialmente, el sentimiento de Luis XIVhacia el Imperio otomano parece haber sido bastante negativo, y las tropas francesas ayudaron a los austriacos contra los turcos en la batalla de San Gotardo de 1664, y a los venecianos contra los turcos en el sitio de Candía en 1669 bajo François de Beaufort. Una de las razones fue que Luis XIV estaba en una alianza cambiante con los Habsburgo, especialmente a través de su matrimonio con María Teresa de España en 1660. La madre de Luis, Ana de Austria, era también una Habsburgo.
La trata de esclavos de Berbería y los corsarios otomanos procedentes de la Argelia otomana fueron un gran problema a lo largo de los siglos, lo que llevó a expediciones punitivas regulares por parte de Francia (1661, 1665, 1682, 1683 y 1688). El almirante francés Abraham Duquesne combatió a los corsarios berberiscos en 1681 y bombardeó Argel entre 1682 y 1683, para ayudar a los cristianos cautivos.
En 1673, Luis envió una flota a los Dardanelos y obtuvo nuevas capitulaciones que le reconocían como único protector de los católicos. Pronto Luis reactivó la alianza para facilitar su política expansionista. Luis se abstuvo de establecer una alianza formal con el Imperio otomano pero mantuvo una cauta neutralidad favorable a los turcos, les animó a abrir un nuevo frente contra los Habsburgo y aprovechó eficazmente su conflicto con el Sacro Imperio Romano Germánico para favorecer los intereses territoriales de Francia. En 1679 y 1680, Luis a través de su enviado Guilleragues animó al Gran Visir otomano Kara Mustafa a intervenir en la Kuruc contra los Habsburgo, pero sin éxito. Luis comunicó a los turcos que nunca lucharía del lado del emperador austriaco Leopoldo I, y en su lugar concentró las tropas en la frontera oriental de Francia. Estas garantías animaron a los turcos a no renovar en 1664 la tregua de Vasvar con Austria y a pasar a la ofensiva. A partir de 1683, y durante un periodo de dieciséis años, el Sacro Imperio Romano se ocuparía de luchar contra el Imperio otomano en la Gran Guerra Turca. Luis se negó a participar en la Liga Santa, una coalición de potencias europeas contra los otomanos, adoptando una posición de neutralidad, y animó a Mehmed IV a perseverar en su lucha contra los Habsburgo. Los panfleteros y poetas criticarían la posición de Luis, y reforzarían la unidad de la Liga, describiendo una batalla entre la "Libertad" europea por un lado y el "despotismo oriental" asociado al absolutismo francés por otro.
El gran visir otomano Kara Mustafá estuvo a punto de capturar Viena, pero finalmente fue rechazado en la batalla de Viena de 1683. En esa ocasión, Luis no sólo se negó a ayudar a los austriacos, sino que, por el contrario, trató de impedir que Juan III Sobieski salvara la ciudad de Viena, y aprovechó la ocasión para atacar ciudades de Alsacia y partes del sur de Alemania. Consiguió firmar la Tregua de Ratisbona el 15 de agosto de 1684, otorgándole varios territorios que cubrían la frontera y protegían a Francia de la invasión extranjera.
En 1688, Luis volvió a la Guerra de los Nueve Años a atacar al Imperio de los Habsburgo, aliviando así la presión de los otomanos. Luis fue vilipendiado por esta acción, y fue llamado:

El turco más cristiano, el asaltante más cristiano de la cristiandad, el bárbaro más cristiano que había perpetrado contra los cristianos atropellos de los que sus aliados infieles se habrían avergonzado.
Cámara de los Comunes Journal, 15 de abril de 1689.

Los otomanos fueron capaces de montar un contraataque y tuvieron éxito en el asedio de Belgrado (1690), pero finalmente fueron derrotados en 1699 con la Paz de Karlowitz.

#### Intercambios culturales

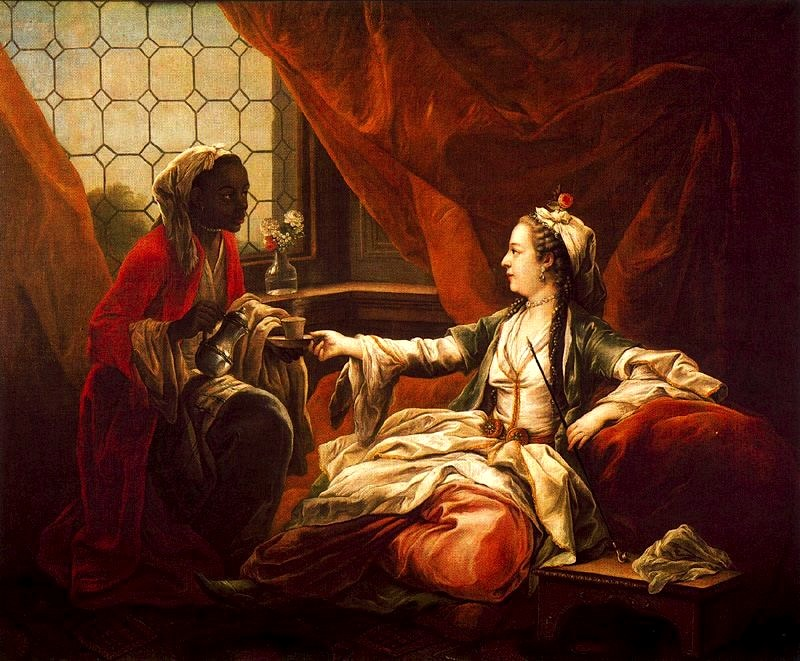
Madame de Pompadour retratada como una dama turca en 1747 por Charles André van Loo, un ejemplo de Turquerie

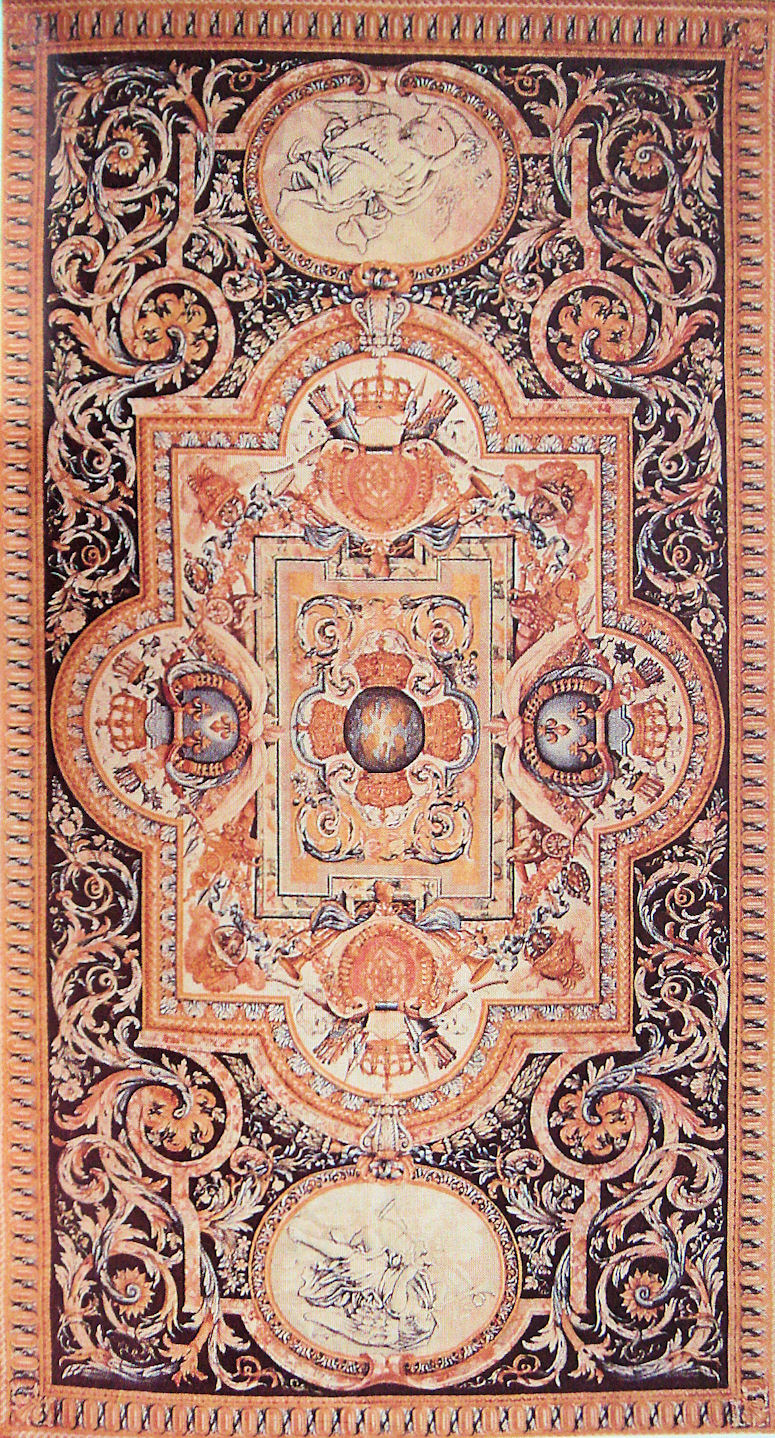
Alfombra Savonnerie, bajo Luis XIV, después de Charles Le Brun, hecha para la Grande Galerie en el Palacio del Louvre

A finales del siglo XVII, las primeras grandes derrotas del Imperio otomano redujeron la amenaza percibida en las mentes europeas, lo que llevó a una manía artística por las cosas turcas. Hubo una moda por las cosas turcas con la Turquería, al igual que hubo una moda por las cosas chinas con la Chinería, ambas se convirtieron en componentes constitutivos del estilo rococó. Orientalismo comenzó a hacerse enormemente popular, primero con las obras de Jean-Baptiste van Mour, que había acompañado a la embajada de Charles de Ferriol a Constantinopla 1699 y permaneció allí hasta el final de su vida en 1737, y más tarde con las obras de Boucher o Fragonard.
La literatura francesa también recibió una gran influencia. En 1704 se publicó la primera versión francesa de Las mil y una noches. Los autores franceses utilizaron Oriente como una forma de enriquecer su obra filosófica y un pretexto para escribir comentarios sobre Occidente: Montesquieu escribió las Lettres Persannes (1721), un ensayo satírico sobre Occidente; Voltaire utilizó el atractivo oriental para escribir Zaïre (1732) y Candide (1759). Los viajeros franceses del siglo XVII, como Jean de Thévenot o Jean-Baptiste Tavernier visitaban habitualmente el Imperio otomano.
También hubo numerosas influencias culinarias. El café fue introducido en Marsella por Pierre de La Roque en 1664, pero la moda del café en París fue provocada por el embajador otomano ante Luis XIV, Suleiman Aga, en 1669. Surgieron cafés de moda como el famoso Café Procope, el primer café de París, en 1689. En la alta sociedad francesa se puso de moda llevar turbantes y caftánes, así como tumbarse sobre alfombras y cojines.
En el reinado de Enrique IV se desarrolló en Francia una industria de alfombras façon de Turquie ("al estilo turco") por Pierre Dupont, que regresaba del Levante mediterráneo, y alcanzó especialmente protagonismo durante el reinado de Luis XIV. La Tapis de Savonnerie ejemplifica especialmente esta tradición («las soberbias alfombras de la Savonnerie, que rivalizaron durante mucho tiempo con las de Turquía, y últimamente las han superado con creces») que se adaptó al gusto local y se desarrolló con las alfombras de la Manufactura de los Gobelinos. Esta tradición también se extendió a Inglaterra donde revivió la industria de alfombras inglesa en el siglo XVIII.

### Apoyo continuado de Luis XV a la Revolución

#### Embajadas otomanas

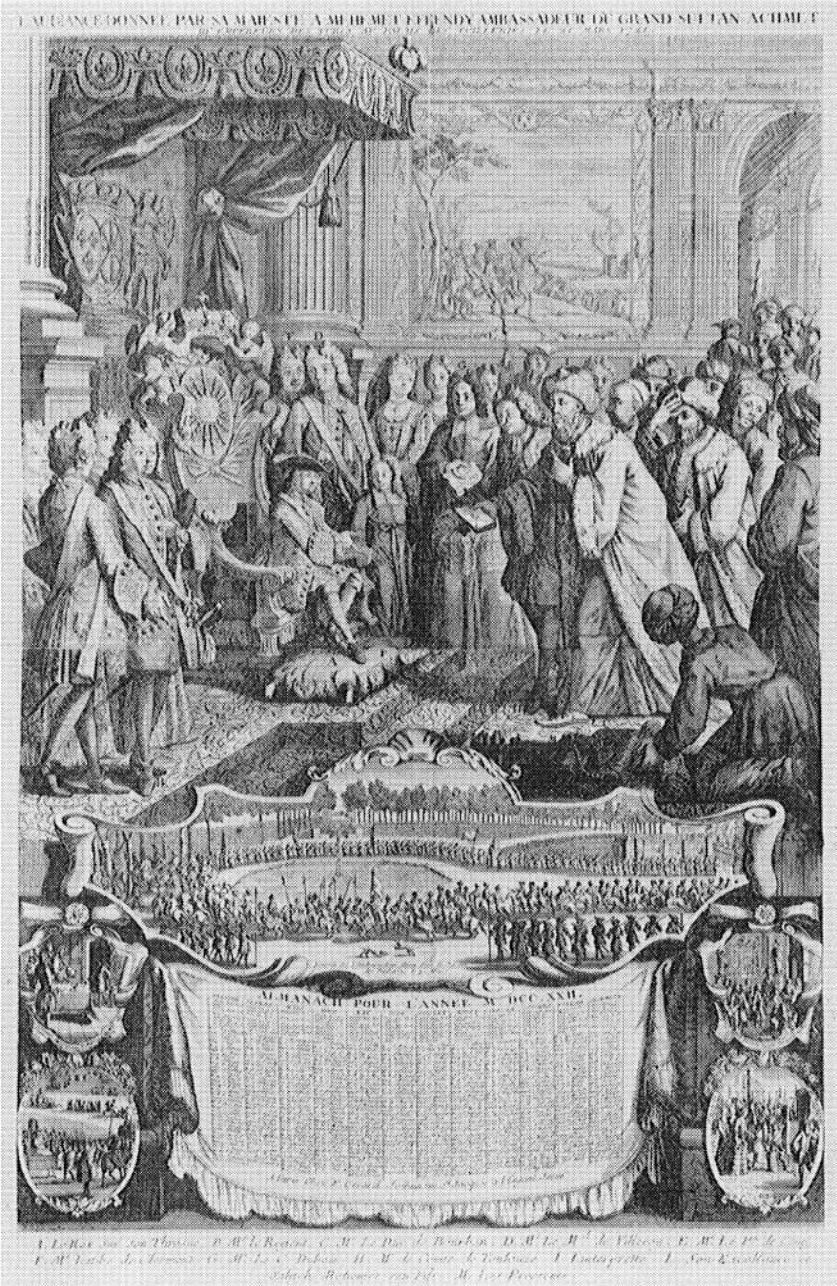
Luis XV cuando era niño recibió al embajador otomano Mehmed Efendi en 1721.

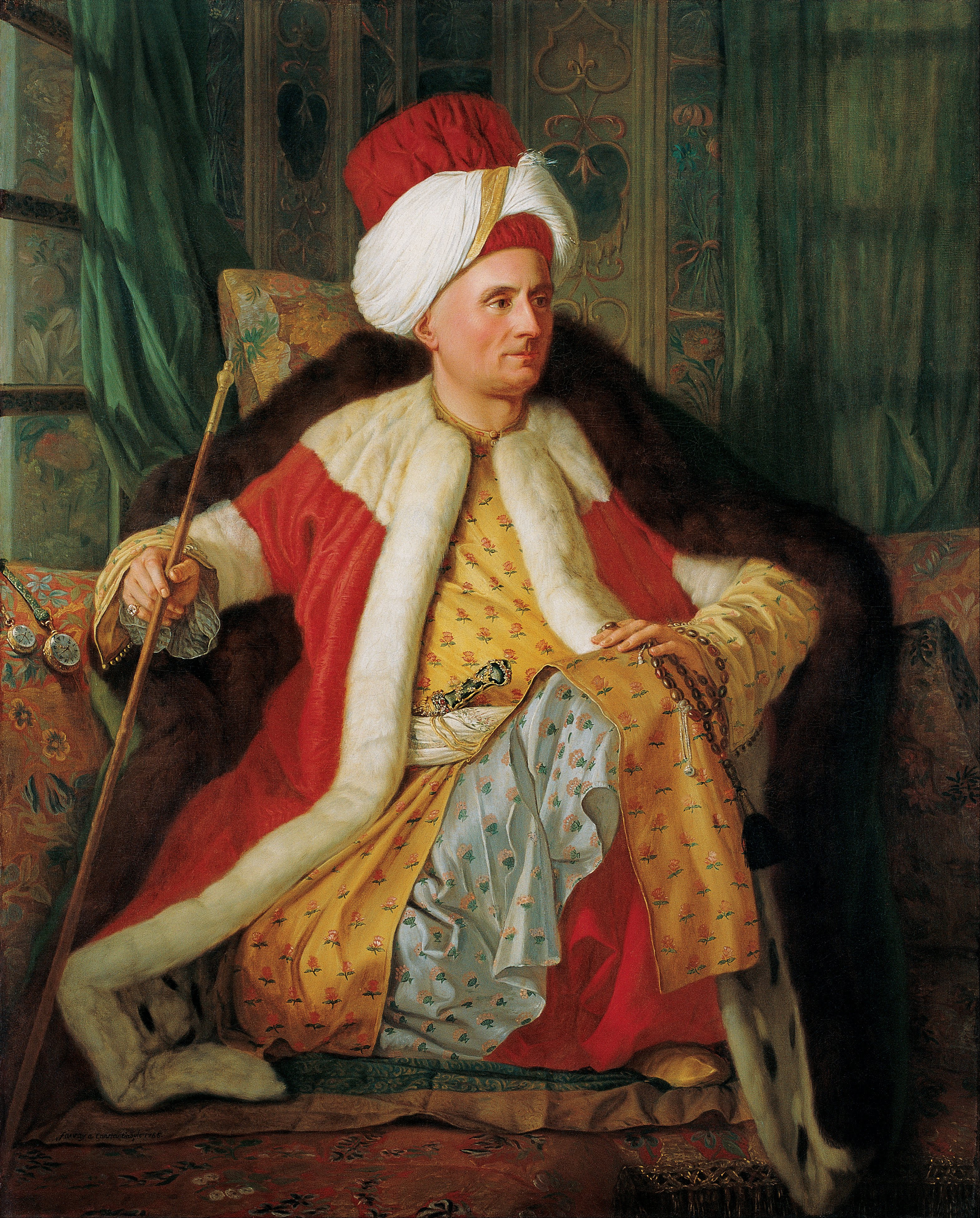
El embajador francés Charles Gravier de Vergennes en traje otomano, pintado por Antoine de Favray, 1766, Museo Pera, Estambul

A principios del siglo XVIII, el gobernante otomano Ahmed III (1703-1730) se esforzó por enviar una embajada a Francia con el fin de establecer formalmente a Francia como un aliado estratégico contra el enemigo común ruso y austriaco. En 1720, Mehmed Efendi fue asignado como embajador otomano ante Luis XV y enviado a París. Su embajada de once meses destacó por ser la primera representación extranjera de carácter permanente del Imperio otomano. Durante 1721-22, visitó Francia en una amplia misión de investigación, con el objetivo de recopilar información para la modernización del Imperio otomano. A su regreso a la capital otomana, Mehmed Çelebi presentó sus contactos, experiencias y observaciones al Sultán en forma de libro, un Sefâretnâme. Otra embajada, dirigida por Mehmed Said Efendi visitaría Francia en 1742.

#### Colaboración diplomática y técnica
A lo largo del periodo, los contactos fueron variados y múltiples. Francia estaba dispuesta a ayudar para mantener el equilibrio estratégico en Europa. A través de su intervención y la del embajador Louis de Villenneuve en la negociación del Tratado de Belgrado de 1739, Francia apoyó efectivamente al Imperio otomano para que mantuviera una fuerte presencia en Europa frente a Austria durante varias décadas más, y "resurgió en su papel tradicional de mejor amigo de los otomanos en la cristiandad".
Además, como el Imperio otomano estaba perdiendo terreno militarmente durante el siglo XVIII, hizo numerosos esfuerzos por reclutar expertos franceses para su modernización. El oficial y aventurero francés Claude-Alexandre de Bonneval (1675-1747) entró al servicio del sultán Mahmud I, se convirtió al Islam y se esforzó por modernizar el ejército otomano, creando fundiciones de cañones, fábricas de pólvora y mosquetes y una escuela de ingeniería militar. Otro oficial François Baron de Tott participó en los esfuerzos de reforma militar otomana. Consiguió que se construyera una nueva fundición para fabricar obuses y contribuyó a la creación de unidades móviles de artillería. Construyó fortificaciones en el Bósforo e inició un curso de ciencias navales que puso la primera piedra de la posterior Academia Naval Turca.

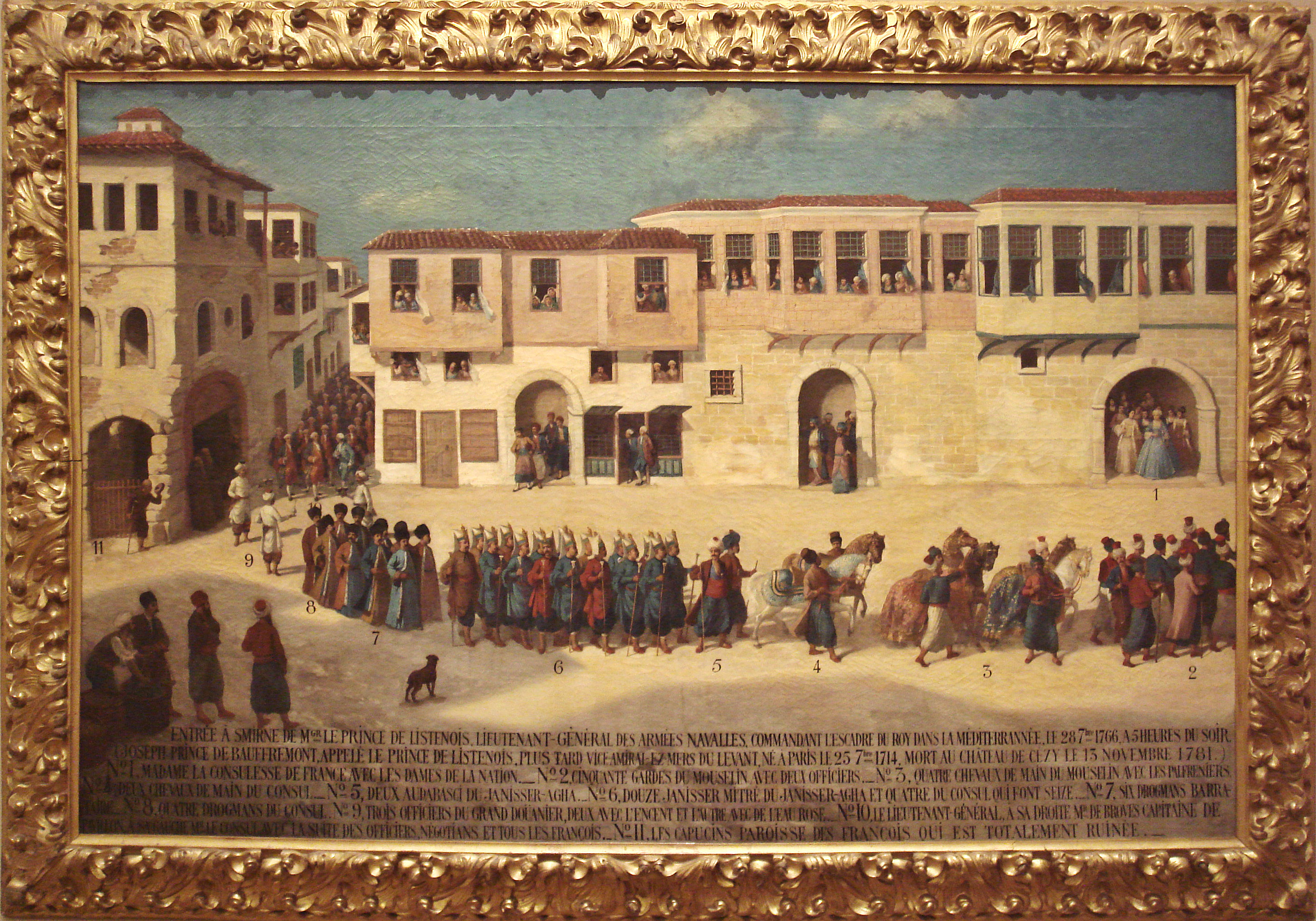
Entrada de Joseph de Bauffremont en Esmirna (28 de septiembre de 1766)
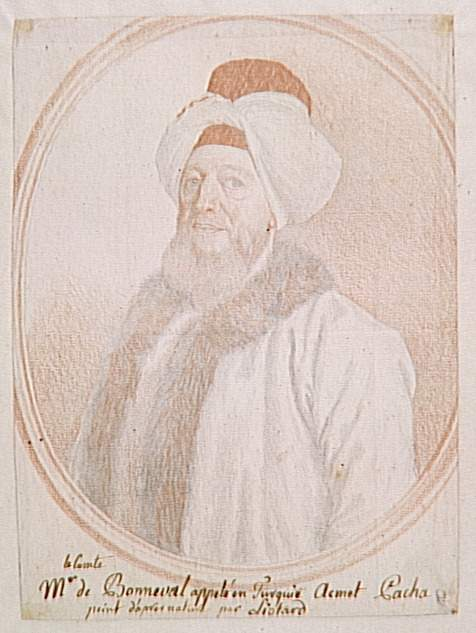
El oficial francés Claude Alexandre de Bonneval ayudó a modernizar el ejército otomano
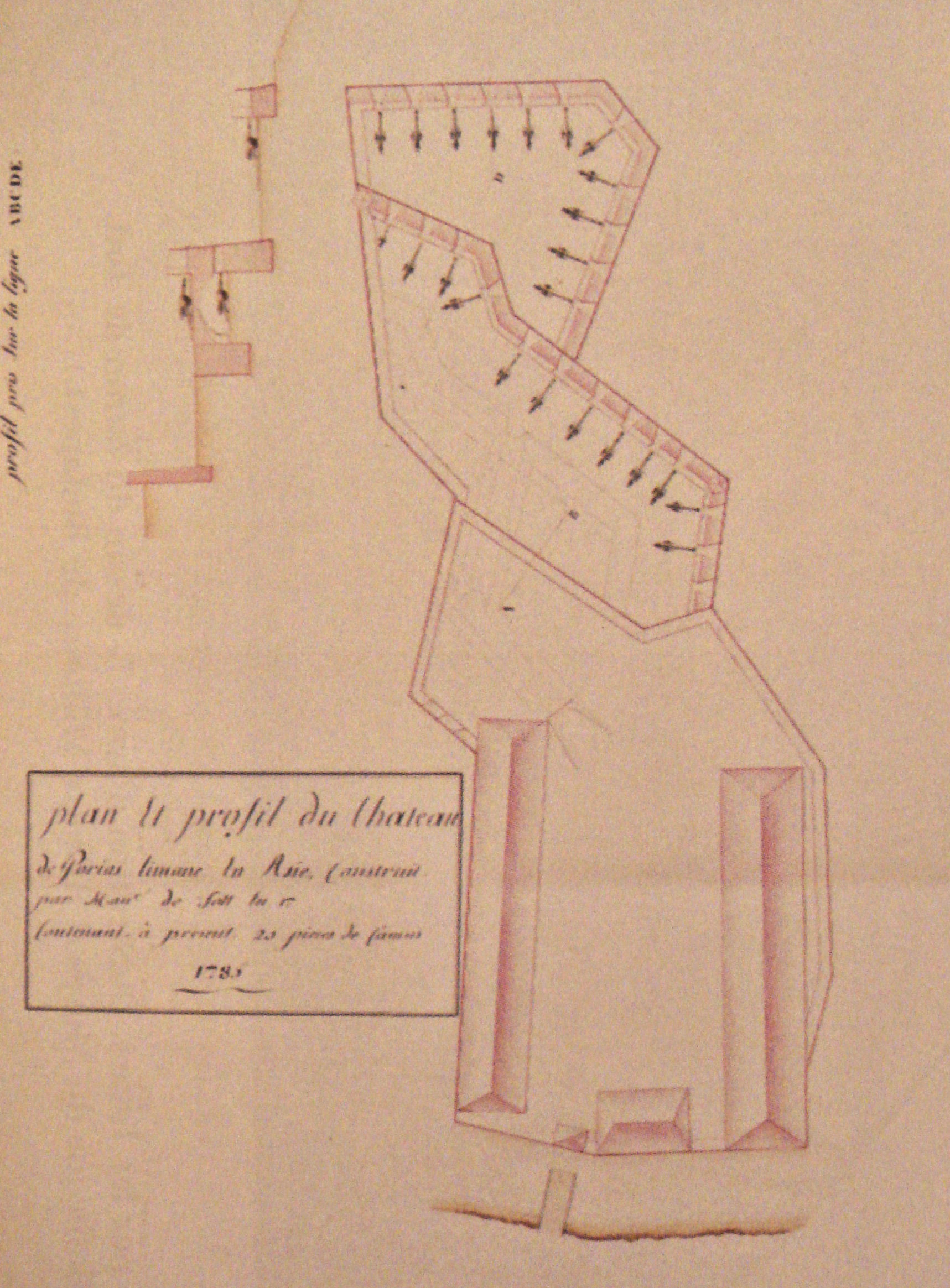
Una fortificación construida por el barón de Tott para el Imperio otomano durante la Guerra ruso-turca (1768-1774)
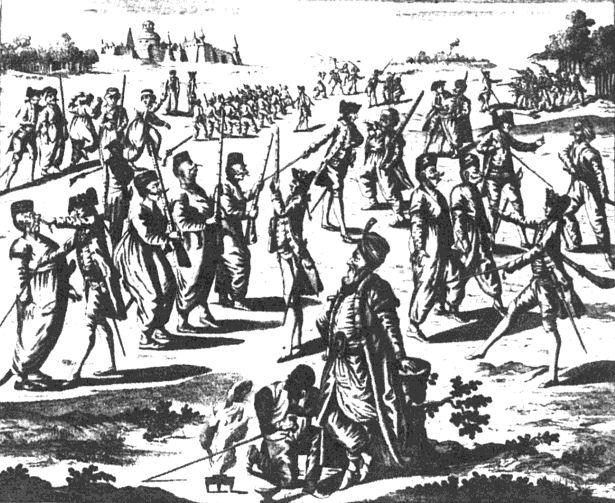
Caricatura contemporánea de la misión militar francesa de 1783 en Constantinopla entrenando tropas otomanas.

##### Luis XVI
Bajo Luis XVI a partir de 1783, se envió una Misión Militar Francesa al Imperio otomano para entrenar a los turcos en la guerra naval y la construcción de fortificaciones. Hasta la revolución francesa de 1789, unos 300 oficiales e ingenieros de artillería franceses actuaron en el Imperio otomano para modernizar y entrenar unidades de artillería. A partir de 1784, Antoine-Charles Aubert llegó a Constantinopla con 12 expertos. El mismo año, los oficiales de ingeniería franceses André-Joseph Lafitte-Clavé y Joseph-Monnier de Courtois llegaron para instruir en dibujos y técnicas de ingeniería a la nueva escuela de ingeniería turca Mühendishâne-i Hümâyûn establecida por el Gran Visir Halil Hamid Pasha. Se utilizaron principalmente libros de texto franceses sobre matemáticas, astronomía, ingeniería, armas, técnicas de guerra y navegación. Sin embargo, todos los instructores tuvieron que marcharse con el fin de la alianza franco-otomana en 1798.

##### Revolución francesa

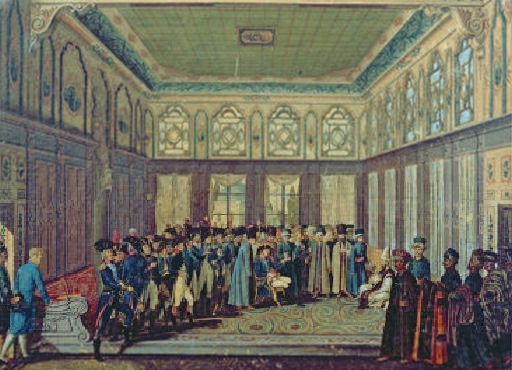
El general Aubert-Dubayet with his Military Mission being received by the Grand Vizier in 1796, pintura de Antoine-Laurent Castellan.

Esta política continuó inicialmente durante la Revolución francesa, ya que Francia necesitaba claramente una distracción oriental contra sus enemigos continentales. Para el Imperio otomano, la Revolución francesa fue un regalo del cielo, ya que el conflicto entre las potencias europeas sólo podía debilitar a los estados que eran sus enemigos tradicionales. Para el sultán Selim III, se trataba de una oportunidad de oro para modernizar y conseguir el "Nuevo Orden" (Nizam-ı Cedid). Estableció embajadas permanentes en varios países europeos, y acudió a Francia en busca de ayuda. Se enviaron varios expertos, y en 1795, el extraordinario enviado francés Raymond de Verninac-Saint-Maur intentó establecer un Tratado de Alianza. Un joven oficial de artillería llamado Napoleón Bonaparte también iba a ser enviado a Constantinopla en 1795 para ayudar a organizar la artillería otomana. No fue, pues pocos días antes de embarcarse hacia el Cercano Oriente demostró su utilidad para el Directorio al abatir a una turba parisina en el olor a metralla y fue retenido en Francia.

## Epílogo: Napoleón I

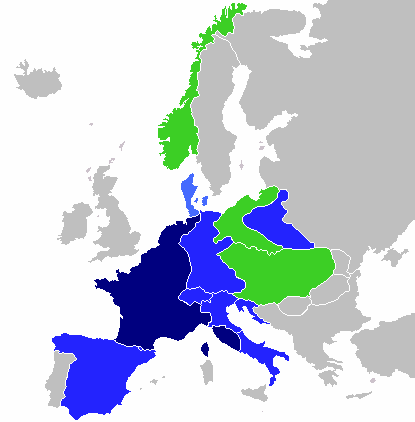
A través de sus conquistas (aquí, el imperio de Napoleón en su mayor extensión en 1811), Napoleón entró en contacto directo con el Imperio otomano.
French Empire
Conquered "Rebellious" States
Conquered "Allied" States

Con la llegada de Napoleón I, Francia adoptó una política fuertemente expansionista que la puso en contacto directo con el Imperio otomano. Tras el Tratado de Campo Formio de 1797, Francia adquirió posesiones en el Mediterráneo, como las islas Jónicas, así como antiguas bases venecianas en la costa de Albania y Grecia. Las relaciones con el Imperio otomano se volvieron repentinamente tensas. Napoleón Bonaparte invadió Egipto en 1798 y luchó contra los otomanos para establecer una presencia francesa en Oriente Medio, con el sueño final de enlazar con el sultán Fateh Ali Tipu en la India. Aunque el largo periodo de amistad franco-otomana había terminado, Napoleón I seguía reclamando un gran respeto por el Islam, y apelaba a la larga historia de relaciones amistosas entre el Imperio otomano y Francia:

Pueblos de Egipto, se os dirá que he venido a destruir vuestra religión: ¡no lo creáis! Responded que he venido a restaurar vuestros derechos y a castigar a los usurpadores, y que, más que a los mamelucos, respeto a Dios, a su Profeta y al Corán... ¿No somos nosotros los amigos del sultán a lo largo de los siglos?
Napoleón a los egipcios.

Napoleón había derrocado a los mamelucos beys, los gobernantes efectivos de Egipto bajo la soberanía nominal otomana, pero aun así izó la bandera francesa junto a la otomana en todo el territorio egipcio, alegando su amor por el Islam, y diciendo que estaban salvando a los otomanos de los mamelucos. Sin embargo, Selim III declaró inmediatamente una Yihad y buscó la ayuda del Británica y del Rusia, que se sentían amenazados por las conquistas de Napoleón. El 9 de enero de 1799, el Imperio otomano se alió con Rusia, y dos días después con Gran Bretaña.
Gran Bretaña aprovechó la oportunidad de aliarse con el Imperio otomano para repeler la invasión de Napoleón, interviniendo militarmente durante el asedio de Acre con el almirante William Sidney Smith en 1799, y bajo Ralph Abercromby en la batalla de Abukir en 1801. En 1802, los franceses estaban completamente derrotados en Oriente Medio.

### Una alianza final, pero de corta duración

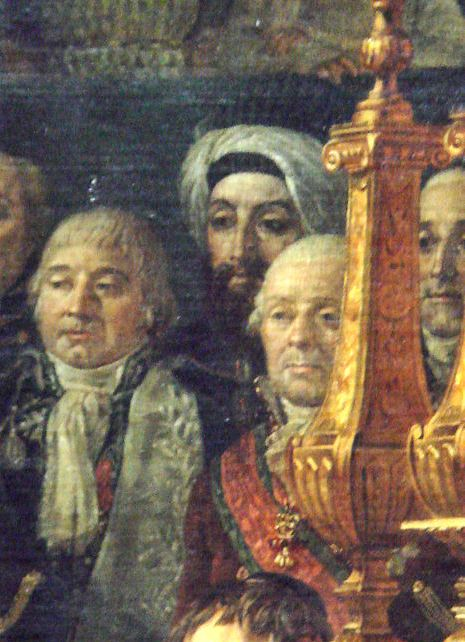
El embajador otomano Halet Efendi en La coronación de Napoleón en 1804, de Jacques-Louis David (detalle).

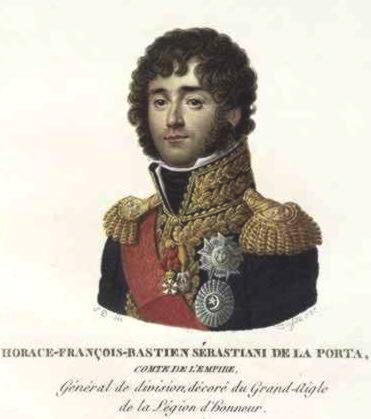
El general francés Horace Sebastiani negoció la alianza con Selim III.

Sin embargo, pronto, en 1803, Francia y Gran Bretaña volvieron a entrar en guerra, y Napoleón hizo todo lo posible para intentar convencer al Imperio otomano de que luchara contra Rusia en los Balcanes y se uniera a su coalición antirrusa. Por su parte, Rusia compitió por el favor de los otomanos y consiguió firmar un Tratado de Alianza Defensiva en 1805.
Napoleón continuó sus esfuerzos para ganar al Imperio otomano para su causa. Envió al general Horace Sebastiani como enviado extraordinario. Napoleón prometió ayudar al Imperio otomano a recuperar los territorios perdidos. Escribió al sultán:

¿Estáis ciego a vuestros propios intereses, habéis dejado de reinar? (...) Si Rusia tiene un ejército de 15 000 hombres en Corfú, ¿crees que está dirigido contra mí? Los barcos armados tienen la costumbre de apresurarse hacia Constantinopla. Tu dinastía está a punto de caer en el olvido... Confía sólo en tu verdadero amigo, Francia.
Carta de Napoleón a Selim III.

En febrero de 1806, tras la notable victoria de Napoleón en la batalla de Austerlitz en diciembre de 1805 y el consiguiente desmembramiento del Sacro Imperio Romano Germánico, Selim III se negó finalmente a ratificar las alianzas rusa y británica, y reconoció a Napoleón como emperador, optando formalmente por una alianza con Francia nuestro sincero y natural aliado, y la guerra con Rusia y Gran Bretaña. También envió a Muhib Efendi a París como embajador (1806-1811). Las decisiones de Selim III a favor de Francia desencadenaron la Guerra Ruso-Turca de 1806 y la Guerra Anglo-Turca de 1807. Selim III repelió la flota británica de John Thomas Duckworth con la ayuda de Sebastiani, pero perdió varios encuentros importantes contra Rusia, y finalmente fue derrocado por sus jenízaros cuando intentaba reformar su ejército, y sustituido por Mustafá IV. Mustafá IV, sin embargo, persistió en la alianza franco-otomana, y envió al embajador Halet Efendi a París para resolver los detalles. Al mismo tiempo, Napoleón también formó una alianza franco-persa en 1807, mediante la firma del Tratado de Finkenstein.
Sin embargo, en un revés final, Napoleón I finalmente venció a Rusia en la batalla de Friedland en julio de 1807. La alianza entre Francia y el Imperio otomano se mantuvo, y se negoció un acuerdo de paz entre Rusia y los otomanos, pero los territorios que se habían prometido a los otomanos (Moldavia y Valaquia) a través del Tratado de Tilsit nunca se devolvieron, aunque los propios otomanos habían cumplido su parte del acuerdo trasladando sus tropas al sur del Danubio. Ante la traición de Rusia, y el fracaso de Francia en hacer cumplir el acuerdo, el Imperio otomano, ahora gobernado por Mahmud II, finalmente firmó el 5 de enero de 1809 un Tratado de Paz, Comercio y Alianza Secreta con Gran Bretaña, que ahora estaba en guerra tanto con Francia como con Rusia. En 1812, mediante el Tratado de Bucarest, el Imperio otomano y Rusia acordaron hacer las paces, justo cuando Rusia estaba ansiosa por liberar este frente del sur en previsión de la invasión de Rusia de Napoleón, quedándose Rusia con Besarabia y los otomanos recuperando Valaquia y Moldavia. En el mundo postnapoleónico, en el Congreso de Viena de 1815, el Imperio otomano seguía siendo reconocido como parte esencial del statu quo europeo.

## Guerra de Crimea y Siria

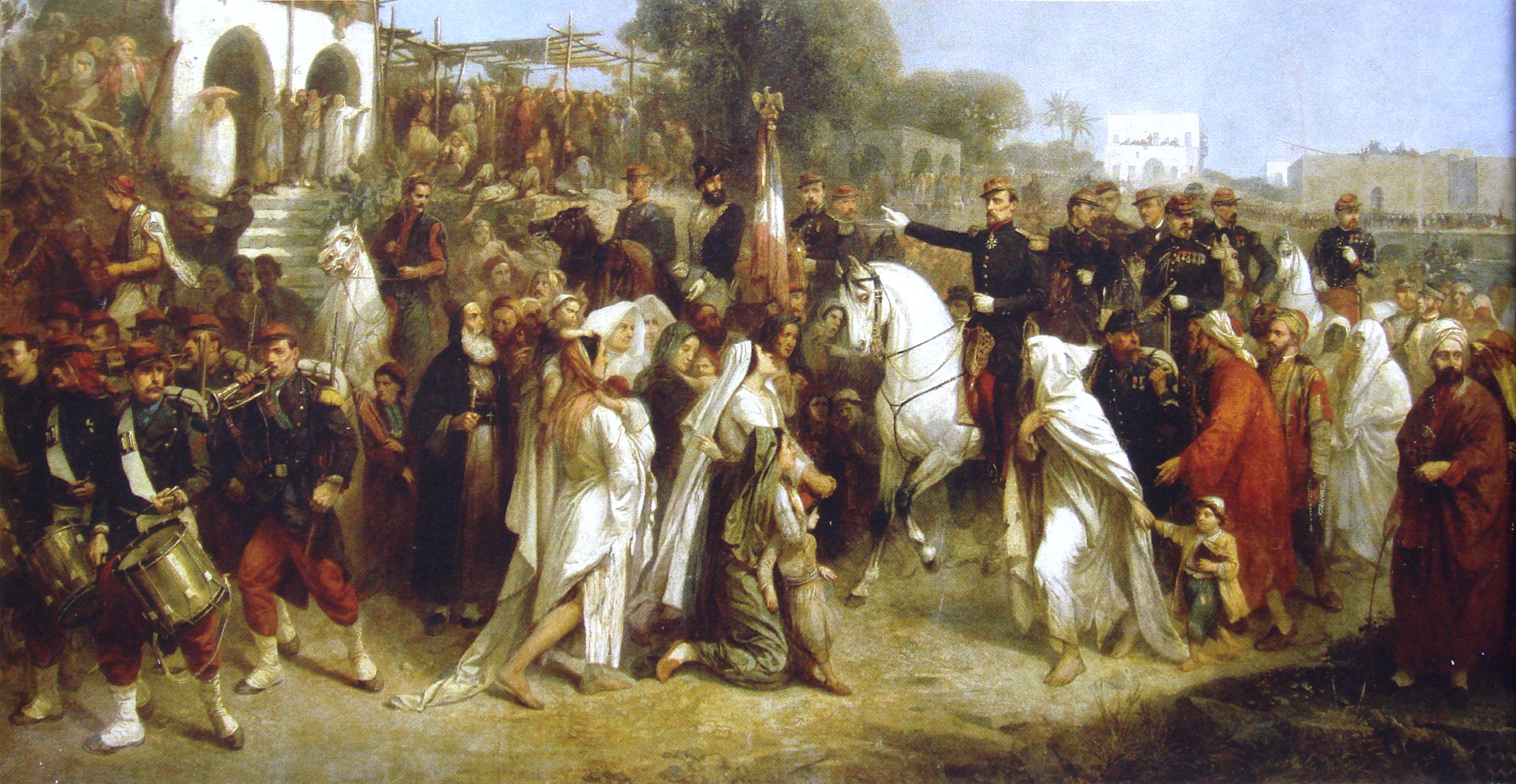
Expedición francesa en Siria dirigida por el general Beaufort d'Hautpoul, que desembarcó en Beirut el 16 de agosto de 1860.

En la Guerra de Crimea, el 12 de marzo de 1854 se firmó una alianza franco-británica-otomana contra Rusia.
En otro ejemplo de cooperación, en 1860, Francia intervino posteriormente en el territorio otomano de Siria, con el acuerdo del Imperio otomano, con el objetivo de cumplir su misión de proteger a los cristianos en Oriente Medio, tras las masacres de maronitas. cristianos. En ese momento, Francia, dirigida por Napoleón III, pretendía continuar con su antiguo papel de protectora de los cristianos en el Imperio otomano.